# هرات
هَرات (به پارسی باستان: 𐏃𐎼𐎡𐎺؛ نویسه‌گردانی: *هَرَیْوه) یکی از کلان‌شهرهای افغانستان، مرکز ولایت هرات در غرب آن کشور است. این شهر پس از کابل و قندهار، سومین شهر پرجمعیت افغانستان محسوب می‌شود. جمعیت آن در سال ۲۰۲۰ میلادی ۵۵۶٬۲۰۵ تن برآورد شده است. هرات قطب صنعتی و مهم‌ترین کانون فرهنگی-هنری افغانستان به‌شمار می‌آید. رود معروف هریرود از این شهر می‌گذرد. و با توجه به این‌ که در تاریخ این شهر همواره بخشی از خراسان به‌شمار می‌آمده، و تحت تأثیرات فرهنگی و تاریخی خراسان قرار داشته است، امروزه این شهر با لقب نگین خراسان شناخته می‌شود.
مردم این شهر به زبان فارسی دری با گویش هراتی سخن می‌گویند. از دههٔ ۱۳۷۰ خورشیدی هرات مرکز جذب مهاجران زیادی از سرتاسر افغانستان بوده است. اقوام ساکن در آن عبارتند از: تاجیک، پشتون، هزاره، ترکمن، بلوچ و جمعیت‌های استحاله‌یافته‌ای از کُردهای افغانستان و عربهای افغانستان. شهر هرات در غرب افغانستان، در یکی از هموارترین مناطق جغرافیایی افغانستان موقعیت دارد. هرات را در گفتارهای ادبی و رسمی هرات باستان می‌گویند. این شهر از بابت مناره‌ها و معماری‌های عالی و مجلل خود شهرت دارد و در گذشته و حال، هرات یکی از مراکز عمدهٔ آموزشی شمرده شده است. این شهر در سال ۲۰۰۹ پس از بررسی شهرهای مختلف جهان توسط سازمان یونسکو شامل برنامهٔ هزار شهر و هزار زندگی این سازمان گردید. بسیاری از شاعران، نویسندگان، عارفان و صوفیان در این شهر زاده شده یا زیسته‌اند، با این همه هرات به دلیل داشتن دو مرز مشترک با کشورهای ایران و ترکمنستان، دارا بودن بزرگ‌ترین شهرک صنعتی افغانستان و بزرگ‌ترین مرکز تجارتی افغانستان شناخته می‌شود.
هرات در راه پیشین بازرگانی خاورمیانه، آسیای مرکزی و جنوب آسیا قرار دارد که جاده‌های منتهی به ایران و ترکمنستان آن هنوز دارای اهمیت راهبردی است. به عنوان دروازه ایران و ترکمنستان درآمدهای بزرگ گمرکی دارد. هرات دارای یک فرودگاه بین‌المللی می‌باشد. هرات به لحاظ معماری و زیرساخت شهری، یک شهر محروم محسوب می‌‌شود و حتی در دهه‌های اخیر، از پیشرفت شهرسازی برخوردار نبوده است، با این حال، این شهر یکی‌ از شهرهای مهم افغانستان به شمار می‌‌آید. در برآورد ۲۰۲۰، ۵۷۴٬۲۷۶ نفر جمعیت داشت و در دره حاصلخیز هریرود واقع شده است. این شهر از طریق شاهراه اصلی حلقوی افغانستان به قندهار، کابل و مزار شریف، از طریق جاده غربی خود به مشهد ایران توسط اسلام قلعه و ازطریق جاده شمالی خود به شهر مرو ترکمنستان بدست بندر تورغندی وصل می‌شود. اخیراً مسوولان دولتی اعلام کرده‌اند که این شهر دیگر ظرفیت پذیرش جمعیت بیشتری را ندارد. درصد استفاده زمین‌های هرات؛ ۲۱٪ زمین خالی، ۱۸٪ مناطق مسکونی و ۳۶٪ آن را کشتزارهای حاصلخیز تشکیل می‌دهد. هرات به پانزده ناحیه و ده‌ها محلّه تقسیم شده است. از نمادهای این شهر ارگ هرات است. مسجد جامع و مناره‌های این شهر نیز از نمادهای دیگر آن به حساب می‌آیند. محله پشتون‌زادگان، داروازه خوش، محله غوریان، قادرگیج و گوزرگاه برخی‌ از محله‌های شهر هرات در محدوده داخلی‌ شهر می‌‌باشند.

## نام‌شناسی
بیشتر تاریخ‌شناسان ریشهٔ نام هرات را برگرفته از نام ایرانی باستان «هَرَیو» که به معنی «پُرشتاب» است می‌دانند. نام سرزمین باستانی هریوا و پایتخت آن از نام رودخانه هریرود که در آن جاری است گرفته شده است. «هَرَیو-» را با «سَرَیو-» (Saráyu-) در زبان هندی کهن سانسکریت که نام رودخانه‌ای بوده است همانند می‌دانند. برگرفتن نام سرزمین‌ها و شهر اصلی آن‌ها از نام رودخانه در سرزمین‌های باستانی شرقی فلات ایران معمول بوده است. مثال دیگر نام اوستایی «باخذی-» (Bāxδī) و پارسی باستانی «باختریش-» (Bāxtriš) یا بلخ امروزی که از نام رودخانهٔ بلخاب (به یونانی: باکتروس) گرفته شده است و همچنین نام اوستایی «هَرخوَیتی-»، پارسی باستانی «هَرَهُوَتی-» و سانسکریت «سَرَسوَتی-» (Sárasvatī-) که از نام رودخانهٔ ارغنداب گرفته شده است”.

### نام‌های تاریخی
ریشه: برگرفته از واژهٔ ایرانی کهن هَرَیو-، به‌معنای «پُرشتاب»، نام رودخانهٔ هریرود. سَرایو- معادل سانسکریت ودایی آن در کتاب ریگ‌ودا، در فهرست رودهای ریگ‌ودا (سانسکریت: سَپته‌سندو؛ به‌معنای 'هفت‌رود') است که در کنار این سه رود دیگر یاد شده: کوبها (همان رود کابل)، رَسا (همان رَنهای اوستایی) و کُرومو (درهٔ کُرَم در مناطق قبیله‌ای فدرال پاکستان).
بیشتر تاریخ‌شناسان ریشهٔ نام هرات را برگرفته از نام ایرانی باستان «هَرَیو» که به معنی «پُرشتاب» است می‌دانند. نام سرزمین باستانی هریوا و پایتخت آن از نام رودخانه هریرود که در آن جاری است گرفته شده است. «هَرَیو-» را با «سَرَیو-» (Saráyu-) در زبان هندی کهن سانسکریت که نام رودخانه‌ای بوده است همانند می‌دانند. برگرفتن نام سرزمین‌ها و شهر اصلی آن‌ها از نام رودخانه در سرزمین‌های باستانی شرقی فلات ایران معمول بوده است.
امروزه هرات به نام‌های دیگری نیز شهرت دارد. هریوا، هِرَی یا هَرِی، دیگر نام‌های است که این شهر به آن‌ها شهرت دارد، باشندگانِ هرات را هِرَوی نیز می‌گویند. در ایران در گذشته به این شهر هَرات گفته می‌شده و امروزه نیز معمولاً هَرات گفته می‌شود.

## تاریخ

### گذشته درخشان
در گذشته‌های دور گفته می‌شد که «جهان اقیانوسی است و در این اقیانوس مرواریدی هست و آن مروارید هرات است.»
در طول تاریخ هرات همواره ولایتی مهم در خراسان بزرگ به حساب آمده است.
خراسان بزرگ چهار ربع داشت که شامل بلخ هرات نیشابور و مرو می‌شد
هرات در فَرگَرد نخست وندیداد اوستا بنام هَرویوا (Harōiva) آمده است که «ششمین سرزمین و کشور نیکی که من، اهورامزدا، آفریدم هَرویو و دریاچه‌اش بود.»
و در یَشت چهاردهم مِهریَشت از اوستا آمده است که «آن جا که رودهای پهناور و ناوتاک با انبوه خیزابهای خروشان، به ایشکَتا و پوروتا می‌خورد و به سوی موئورو، هَرویو، گاوا-سوغدا و هوارِزم می‌شتابد.» هرات پیش از کشف مسیر دریائی اقیانوس هند در گذرگاه جاده ابریشم قرار داشت. و نقش بزرگ را در بازرگانی میان شبه قاره هند، خاور میانه، آسیای مرکزی و اروپا بازی می‌کرد. هرات از لحاظ موقعیت جغرافیایی در طول تاریخ بستر مناسب تلاقی تمدن‌های شرق و غرب نیز به‌شمار می‌رفت. از این‌رو هرات یکی از گهواره‌های تمدنی تاریخ پربار خراسان شناخته می‌شود.

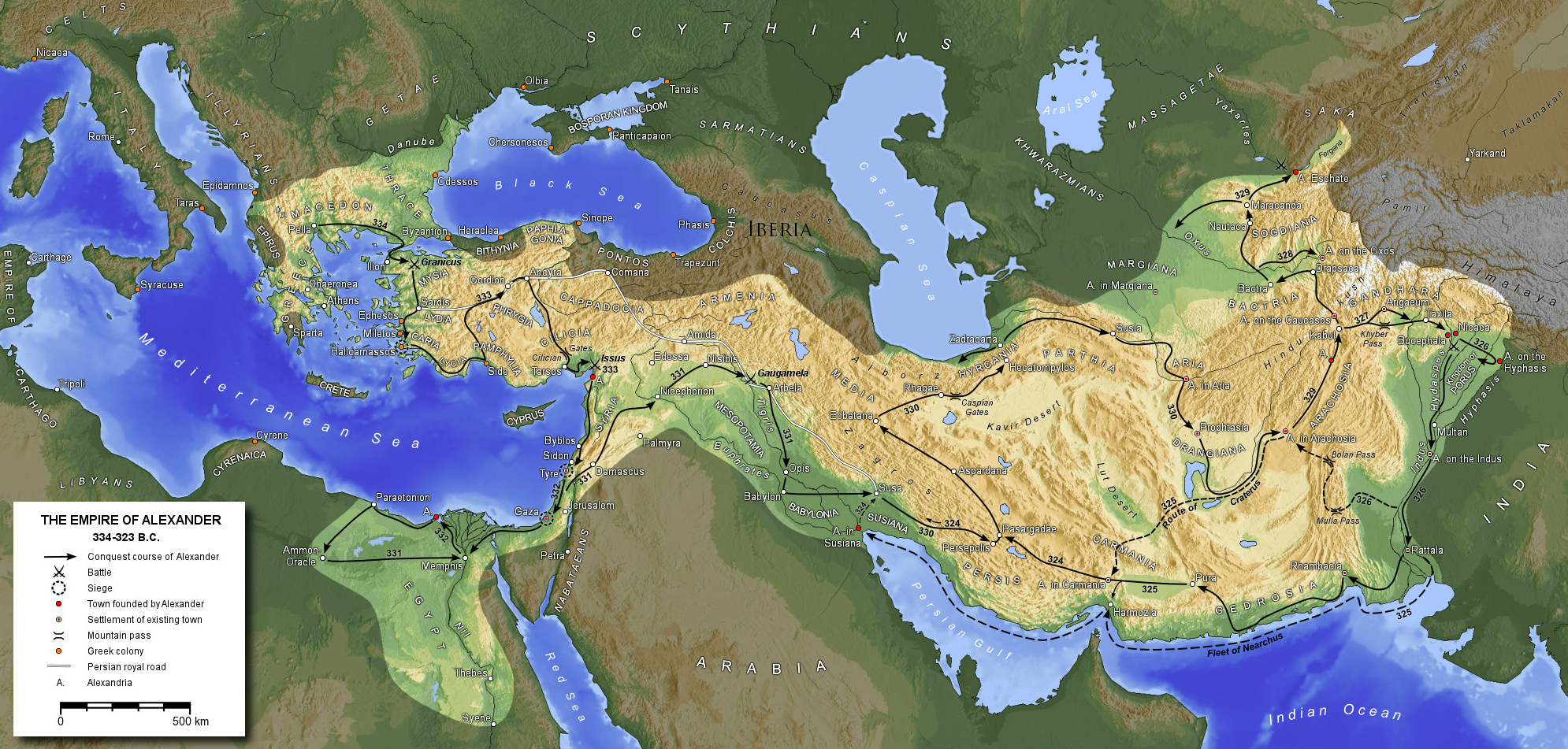
لشکرکشی‌های اسکندر مقدونی در آسیا بین سال‌های ۳۳۰ تا ۳۲۳ پیش از میلاد.

پس از شنیدن خبر اعلان پادشاهی بسوس، اسکندر تمام قشون خود را جمع کرده و برای سرکوبی بسوس بسوی باختر راند. بعد به اسکندر خبر رسید که ساتی‌برزن آناکسیپ و دستهٔ او را کشته و هراتی‌ها را شورانیده و آن‌ها در پایتختشان آرتاکوانا (Artacoana) گرد آمده‌اند. اسکندر که نزدیک بود به بسوس برسد تصمیم گرفت اول کار ساتی برزن را یکسره کند. قسمتی از لشکرش را در محل گذاشت و خود با پیاده‌نظام و سواره‌نظام سبک اسلحه تمام شب را به سوی هرات راند و به آرتاکوانا رسید. ساتی‌برزن از سرعت حرکت اسکندر به وحشت افتاد، دو هزار سوار برداشت و به باختر در پناه بسوس گریخت و باقی سپاهیان او در شهر آرتاکوانا که مستحکم شده بود آمادهٔ جنگ ایستادند. اسکندر آن شهر را گشود و آن را ویران کرد. وی سپس در نزدیکی ارتاکوانا شهری آباد کرد و نامش را اسکندریه آریانا (Alexandria in Ariana) نهاد که همان هرات امروزی است. اسکندر در آنجا دژی برای نظامیان خود ساخت که بقایای آن هنوز باقی است. هدف از ساختن این دژ، حفظ نظامیان از شورش احتمالی مردم شهر بود. وی آرزاسِس (Arzaces) را به جای ساتی‌برزن والی هرات (Areia) کرد.

### تاریخ پیش از اسلام

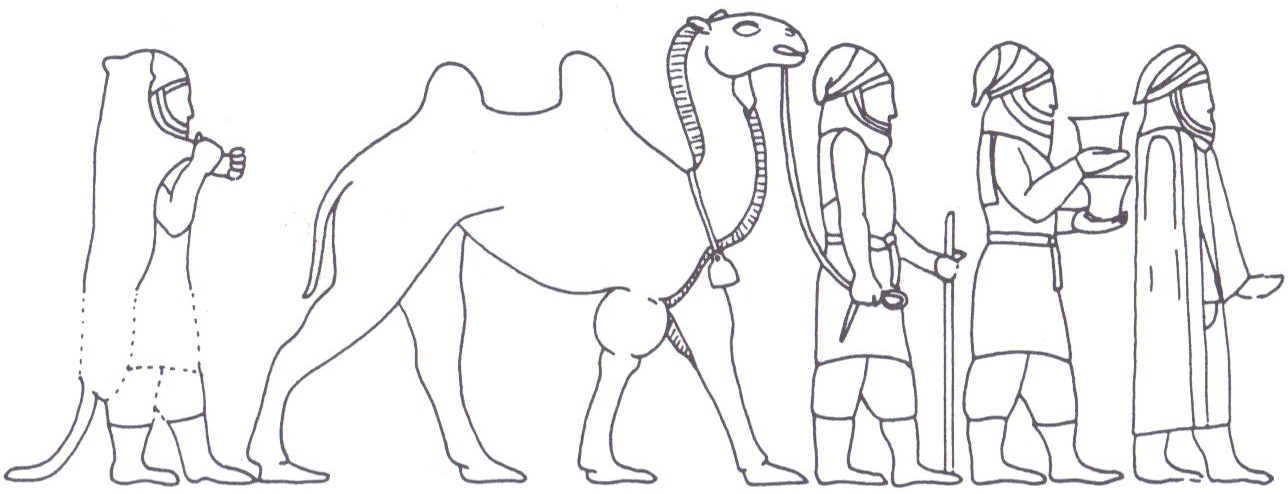
نمای یک هیئت از هِرَوی‌ها، با پوشاکی شبیه سکاها، در حال اهدا ظروف فلزی و پوست پلنگ، برگرفته از حجاری‌های پلکان روبه‌مشرق کاخ آپادانا، تخت جمشید، ایران.

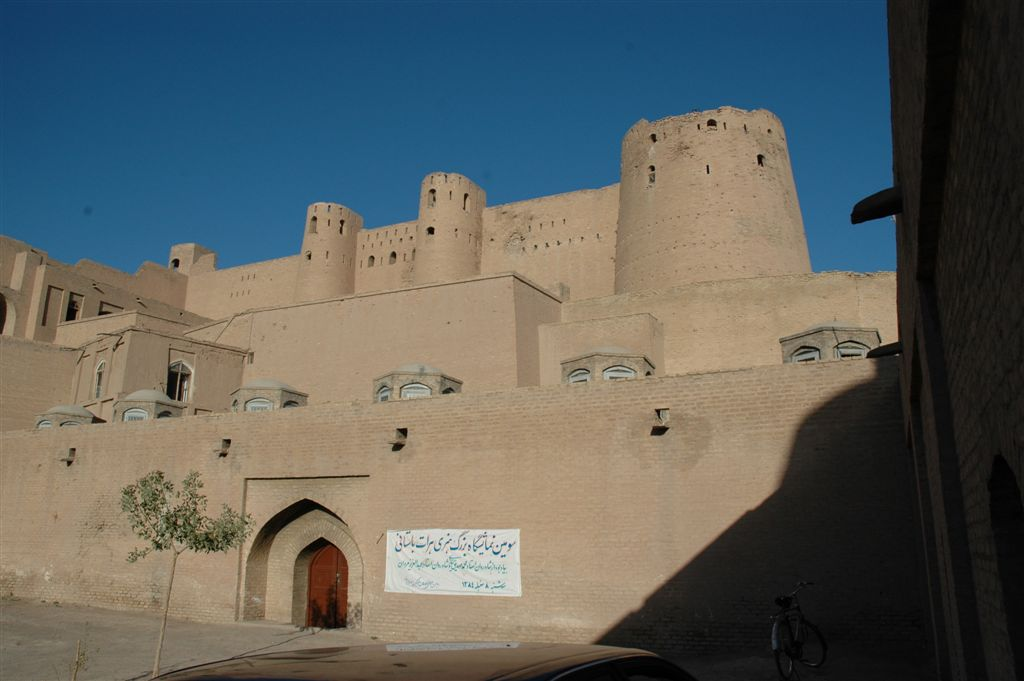
ارگ هرات (قلعهٔ اختیارالدین). اگرچه ساخت این ارگ در سال ۱۳۰۵ میلادی صورت گرفته، اما مسکن‌گزینی در اینجا به دوران باستان برمی‌گردد، قرن‌ها پیش از رسیدن اسکندر مقدونی، که گفته می‌شود دژ او هم در زیر این پُشته آرامیده است. از جمله اقدامات مهم و اساسی اسکندر در کشورهای تحت استیلا و تسلط خود دِژسازی بود، و در دوران کشورگشای او در افغانستان هفت شهر بدست وی یا جانشینانش تهداب‌گذاری شده که به نام اسکندریه معروف هستند. اسکندریه آریانا (Alexandria of Ariana) یکی از این شهرهاست که همان هرات امروزی است. قلعهٔ اختیارالدین در طول تاریخ چندین بار ویران شده. تیمور نیز در حمله به هرات آن را ویران کرد، اما شاهرخ پسر او آن را بازسازی کرد.

هروی‌ها (به یونانی: آرین‌ها) دسته‌ای از تیره‌های آریایی بودند که در هزارهٔ دوم پیش از میلاد، زادبوم خود در آسیای میانه را رها کرده و از ناحیهٔ رودخانهٔ آمودریا (اکسوس یا جیحون) به داخل فلات ایران روی آوردند و در سرزمینی بارور، پیرامون هریرود (به لاتینی: Arius) جای گرفتند. نام سرزمینشان را به نام این رودخانه، هریوا نامیدند، که کم و بیش با ولایت هرات امروزین همانند است.
در سده‌های واپسین هفتم و آغازین ششم پیش از میلاد، هریوا بدست مادها افتاد و پس از انقراض مادها به دست کورش بزرگ، یکی از ساتراپی‌های هخامنشیان به‌شمار می‌رفت. مرکز فرمانروایی هخامنشیان در هرات قصری در شهر آرتاکوانا بود. در سنگ‌نبشته‌های هخامنشی، هریوا (Haraiva) در فهرست ساتراپی‌های هخامنشیان آمده است.
اسکندر مقدونی در ۳۳۰ قبل از میلاد، ساتراپی هریوه را گشود و شهر «اسکندریهٔ آریا» را که هرات امروزین می‌باشد در آن بنانهاد و بازماندگان آرتاکوانا را در کنار مهاجران یونانی در آن سکونت داد.
پس از مرگ اسکندر (در سال ۳۲۳ ق. م)، هریوا جزئی از قلمرو سلوکیان درآمد. تا این که بعد از سال ۲۴۰ ق. م دو سرزمین همسایهٔ هریوا یعنی باختر و پارت از سلطهٔ سلوکیان مستقل شدند. در این زمان هریوا جزئی از قلمرو دولت یونانی باختری نوبنیاد درآمد. در بین سال‌های ۲۰۸ و ۱۹۰ ق. م آنتیوخوس سوم (ملقب به کبیر) پادشاه سلوکی توانست قلمروش را تا سرزمین‌های شرقی گسترش دهد و دوباره هریوا بدست سلوکیان افتاد. در سال ۱۶۷ ق. م مهرداد یکم پادشاه مقتدر اشکانی با شکست دادن اوکراتید هریوا و برخی از سرزمین‌ها را از سلوکیان گرفت. ازین به بعد هریوا جزئی از قلمرو اشکانیان باقی‌ماند.
هرات در دورهٔ ساسانیان در سنگ‌نبشته‌ای در کعبه زردشت واقع در نقش رستم بنام هریو (Harēv) و در فهرست پایتخت‌های استان‌های امپراتوری ساسانیان به زبان پهلوی بنام هری (Hariy) یاد شده است. در دورهٔ ساسانی از مراکز مهم نظامی و منطقه مرزی در مقابله با هیاطله بوده است. پیش از حملهٔ اعراب خزاعی مسلمان به خراسان، دارای اقلیت مسیحی نستوری و مرکز شراب‌سازی بود.
در سال ۳۱ ه‍.ق (حدود ۶۵۰ م) یا کمی پس از آن باوجود مقاومت سرسختانهٔ هروی‌ها، شهر به دست اعراب خزاعی مسلمان فتح شد.

[http://www.britishmuseum.org/explore/highlights/highlight_objects/me/h/high-spouted_brass_ewer.aspx پارچ (جَک) آب برنجی با لولهٔ بلند، با تزئین قلمزنی‌شده با نقره و طلا، از هرات، عصر سلجوقیان (۱۲۰۰-۱۱۸۰ م.)، موزیم بریتانیا.

### تاریخ پس از اسلام

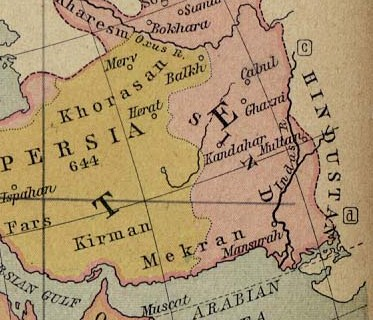
نام مناطق در طول خلافت

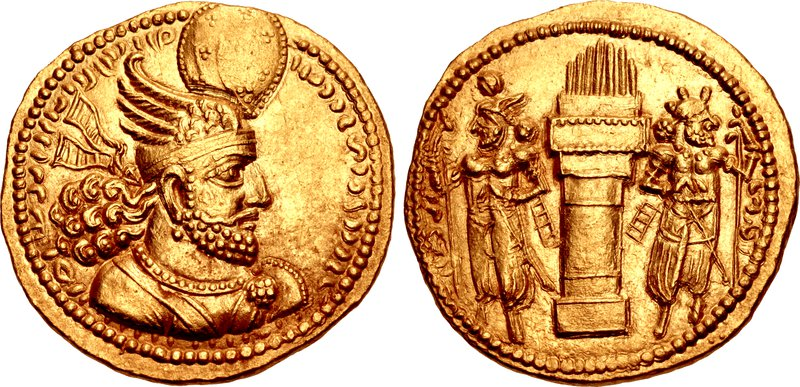
سکه بهرام دوم؛ ضرابخانه هرات

در اواسط قرن هفتم:۱۸‏(۶۴۲–۸۷۰) و در حمله اعراب به ایران، مسلمانان عرب، امپراتوری ساسانی را در جنگ‌های ولجه، نهاوند و قادسیه شکست دادند. اعراب سپس به سوی شرق سرزمین ایران حمله‌ور شده و در سال ۶۴۲ شهر هرات را تسخیر کردند 
ارتش‌های عرب که پرچم اسلام را حمل می‌کردند، از سوی غرب برای شکست ساسانیان در ۶۴۲ پس از میلاد آمدند و پس از آن با اطمینان به سوی شرق رهسپار شدند. در حاشیه غربی منطقه افغانستان شاهزادگان هرات و سیستان حکومت را به اعراب واگذار کردند، اما در شرق، در کوه‌ها و در شهرهایی که فقط شورشی در آن‌ها برگزار شده بود، پس از ترک ارتش اعراب، به عقاید پیشین خود بازگشتند. خشونت و آزمندی اعراب باعث تولید چنین ناآرامی شد، با این حال هنگامی که قدرت پایانی خلافت آشکار شد، حاکمان بومی یک بار دیگر، خود را مستقل کردند. در این میان، صفاریان از سیستان در منطقه افغانستان کمی درخشیدند. بنیانگذار متعصب این سلسله، شاگردی از یک مسگر یعقوب بن لیث صفاری، از پایتخت خود از زرنج در ۸۷۰ میلادی بیرون آمده و با نام اسلام به سوی شهرهای بست، قندهار، غزنی، کابل، بامیان، بلخ و هرات تاخت و تاز کرد.
—نانسی هچ داپری، ۱۹۷۱
هرات زیر سلطه طاهریان که اولین حکومت نیمه مستقل تحت قلمرو خلافت عباسی بود. در ابتدا پایتخت طاهریان هرات بود اما بعداً به نیشابور انتقال پیدا کرد، طاهریان کنترل هرات را تا ظهور صفاریان بدست داشتند. مؤسس صفاریان، یعقوب لیث صفاری شروع به تصرف سرزمین‌های اطراف خود در ۸۶۲ نمود، تا در ۸۶۷ و دوباره در ۸۷۲, موفق به تسخیر هرات شد. در ۸۷۳, صفاریان موفق به بیرون راندن طاهریان از خراسان شدند.
ابن حوقل جغرافیدان مسلمان قرن چهارم هجری قمری دربارهٔ هرات چنین می‌نویسد:
اما هرات بارکده خراسان است. در بیرون و اندرون آن آبها و بوستان هاست، دارای حصار مستحکم و کهندژی استوار است. هرات ربض نیز دارد که مسجد جامع در آن است و در سراسر سیستان، ماورالنهر و جبال مسجدی آبادتر و پابرجاتر از مسجد هرات وجود ندارد. برسر کوه هرات آتشکده ای آباد بنام سرشک است و در فاصله کمی از آن کلیسای مسیحیان قرار گرفته است.
امپراتوری سامانیان توسط سه برادر بنام‌های نوح یحیی و احمد تأسیس شد. احمد سامانی راه را برای جنگ خراسان و تصرف هرات، برای دودمان خود باز نمود. آنها در جنگ با صفاریان پیروز گردیدند و مدتی زیادی بر هرات حکمفرما بودند تا توسط سلسله قراخانیان که مدعی سلطنت بر ماورالنهر بودند از شمال، و امپراتوری نو بنیاد غزنویان از جنوب، در ۹۹۹ نابود شدند.
سلطان محمود غزنوی به‌طور رسمی کنترل خراسان را در ۹۹۸ میلادی بدست گرفت. هرات یکی از شش ضرابخانه‌های سلاطین غزنوی در منطقه بود. در ۱۰۴۰ میلادی هرات توسط امپراتوری سلجوقی تصرف شد. با اینحال در ۱۱۷۵, هرات به چنگ سلسله غوریان افتاد، و سپس در ۱۲۱۴ تحت سلطه سلاطین خوارزمشاهی درآمد. مطابق به شرح مستوفی، هرات در زمان سلاطین غوری در قرن دوازدهم رشد زیادی کرد. کار مسجد جامع هرات توسط سلطان غیاث الدین غوری در ۱۲۰۱, شروع شد. در این دوره هرات مهم‌ترین مرکز تولید فلزات، مخصوصاً برنز شده بود.

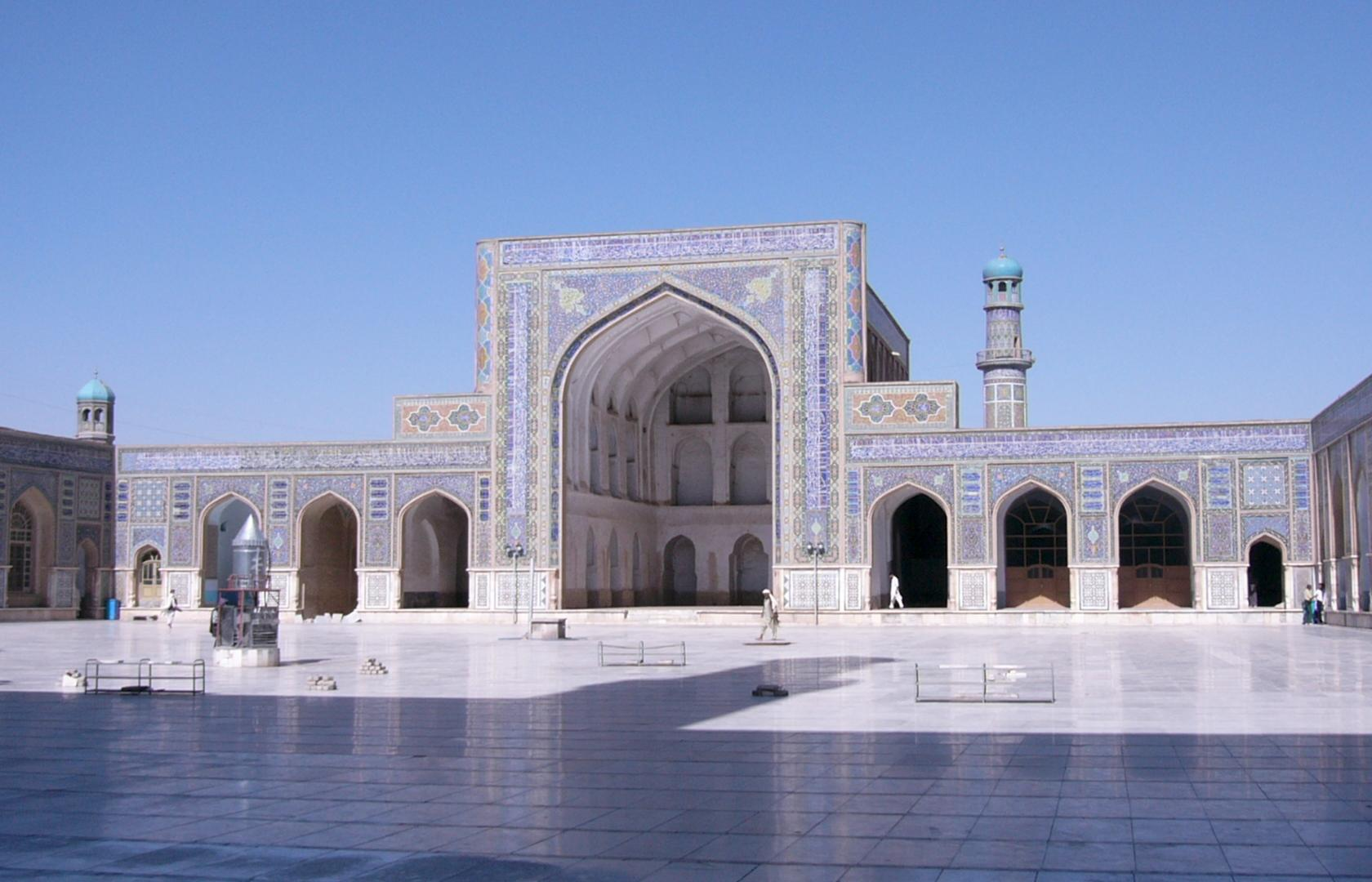
مسجد جامع هرات اثری بجای‌مانده از دوران غوریان و تیموریان.

در دورهٔ اعراب خزاعی، یعنی در دوران قرون وسطی کشورهای اروپایی، هرات همراه با نیشابور، مرو و بلخ یکی از چهار قسمت (چهار ربع) ایالت خراسان بود.
هرات را دل خراسان نیز خوانده‌اند.
ابوالفضل بیهقی در تاریخ خود می‌نویسد: «در سنه ثمان و اربع مائه فرمود ما را تا هرات رفتیم که واسطه خراسان است».
آبادی و رونق هرات تا زمانی که مغول‌ها بر آن استیلا یافتند باقی بود. یاقوت حموی که در سال ۶۱۴ یعنی چهار سال قبل از حملهٔ مغول در آنجا بوده است گوید: در خراسان شهری بزرگ‌تر و مهم‌تر و نیکوتر و با رونق‌تر و پرجمعیت‌تر از هرات ندیده‌ام، باغ‌های بسیار و آب فراوان دارد. قزوینی هم‌زمان او گفتهٔ یاقوت را تأیید نموده از آسیاهایی که باد آنها را می‌گرداند همان گونه که آب آسیاب را بگرداند اسم برده است، ظاهراً قزوینی پیش از آن آسیای بادی ندیده بوده است. هرات پس از تحمل مصیبت حملهٔ مغول دوباره آبادی خود را از سر گرفت و حمدالله مستوفی یک قرن بعد از حملهٔ مغول گفتهٔ ابن بطوطه را که گوید هرات پس از نیشابور بزرگ‌ترین شهرهای خراسان است تأیید نموده و گوید «مردم آنجا سلاح وَرز و جنگی و عیار پیشه هستند و سنی‌مذهب‌اند و در آنجا قلعه‌ای محکم است آن را شمیرم خوانند و بر دو فرسنگی هرات بر کوه آتش‌خانه‌ای بوده است آن را ارشک گفته‌اند و این زمان قلعهٔ امکلجه می‌گویند و مابین آتش‌خانه و شهر، کنیسهٔ نصاری بوده است و از مزار کُبارِ اولیا و علما، تربت شیخ عبدالله انصاری و خواجه محمد ابوالولید و امام فخر رازی است … و در حین حکومت ملکان غور دوازده هزار دکان آبادان بوده و شش هزار حمام و کاروان‌سرا و طاحونه و سیصد و پنجاه و نه مدرسه و خانقاه و آتش‌خانه و چهارصد و چهل و چهار هزار خانه مردم‌نشین بوده است.» در اواخر قرن هشتم چون امیر تیمور بر هرات استیلا یافت باروی آن را خراب کرد و اکثر صنعتگران آن شهر را به شهر سبز که آن را تازه در ماوراءالنهر بنا کرده بود کوچانید.
این شهر هم مرکزی برای مسیحیت تحت نفوذ کلیسای نستوری و هم پایگاه مهم تصوف، یعنی نظریه زاهدانه اسلام به‌شمار می‌رفت. افرادی از پیروان «نقشبندیه» و «چشتیه»، انجمن‌های اخوت صوفیه به مقامات وزارت و صدارت عظمی رسیده‌اند.

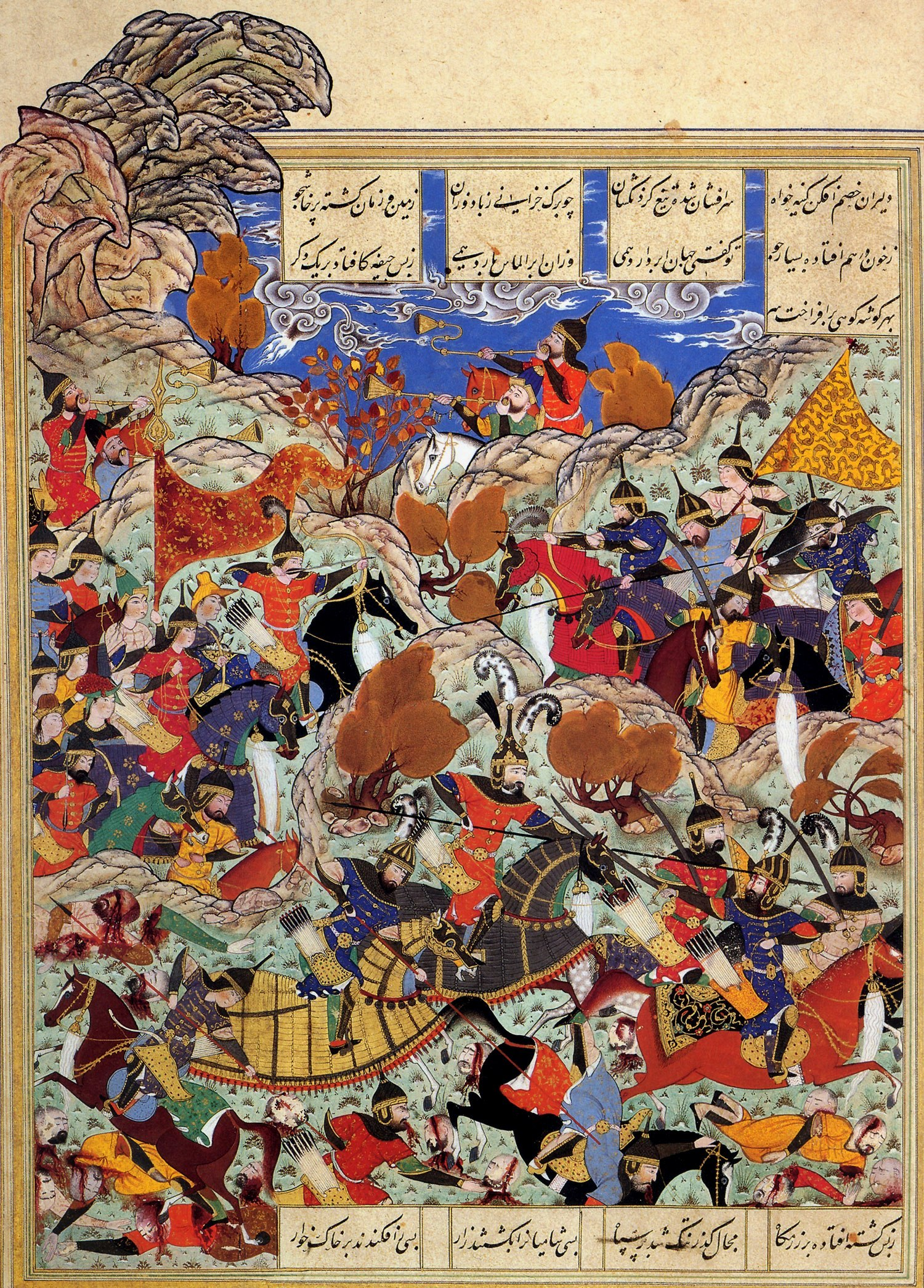
صحنهٔ نبرد تیمور با سلطان مصر، اثری از کمال‌الدین بهزاد، نگارگر (مینیاتوریست) مشهور اهل هرات، ۱۴۹۵–۱۴۹۴ میلادی، دورهٔ تیموریان.

هرات مثل اکثریت مناطق دیگر خراسان با هجوم مغول در ۱۲۲۲ م. از بنیاد ویران شد و بیش از نیمی از اهالی بومی آن قتل‌عام یا آواره شدند.
هرات بین سال‌های ۶۴۳ تا ۷۸۴ ه‍.ق پایتخت دودمان آل کرت بود. تیمور لنگ در سال ۷۸۴ هرات را گشود و آل کرت را نابود ساخت. در جریان این حمله هرات بار دیگر ویران و هزاران نفر کشته شدند. شاهرخ فرزند تیمور و همسرش گوهرشاد بیگم پایتخت تیموریان را در سال ۱۴۰۱ م از سمرقند به هرات منتقل کردند.

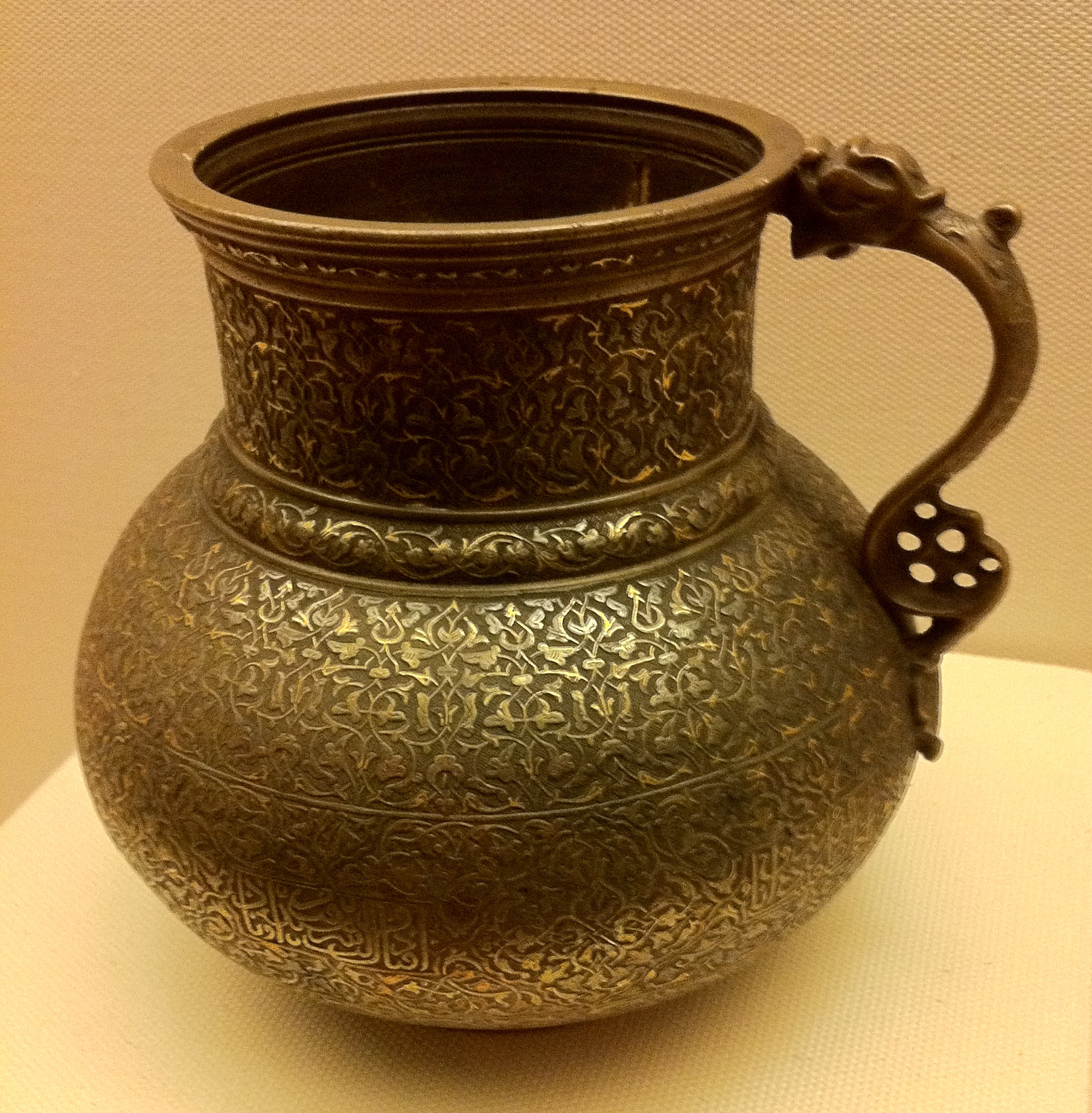
پارچ (جَک) یا جام بِرِنجی، دورهٔ تیموریان، سدهٔ پانزدهم میلادی، از هرات.

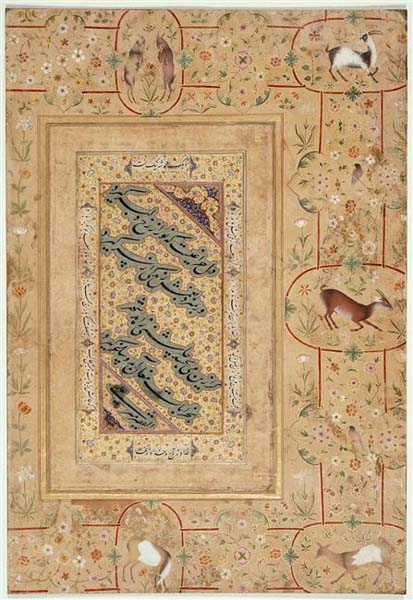
نمونه‌ای از خط نستعلیق میرعلی هروی، خوشنویس برجستهٔ دورهٔ تیموریان در سدهٔ شانزدهم میلادی.

هرات در دوره تیموریان به اوج رونق رسید و سده پانزدهم میلادی دوران طلائی هرات بود؛ زیرا هرات در این دوران از لحاظ پرورش نقاشان، معماران و موسیقی‌دانان خود به عنوان «فلورانس آسیا» شهرت پیدا کرده بود. در آن زمان مساجد و کاخ‌های زیبا و مجللی ساخته شد که تا این زمان زینت‌بخش این شهر است. از جمله مجموعه مصلای هرات، یک مدرسه و مسجدی که دوازده مناره در اطراف خود داشت بیشتر قابل ملاحظه است. از این مجموعه که به دستور گوهرشاد بیگم بنا شده بود، اکنون تنها پنج مناره باقی‌مانده است.
یکی از شاهزادگان تیموری به نام بایسنقر میرزا که خوشنویسی هنرمند بود، سرپرستی امور هنری را در شهر هرات در دست داشت. در آن زمان، شهر هرات مرکز تجمع هنرمندان شده بود و معروف است که فقط در یک آموزشکدهٔ نقاشی، شصت استاد به تعلیم هنرجویان و انجام سفارشهای محوله اشتغال داشتند. معروفترین استادکاران مکتب هرات کمال‌الدین بهزاد است که کتاب مصور و معروفی به نام ظفرنامه تیموری دارد. امیر علیشیر نوایی وزیر سلطان حسین بایقرا که خود نیز نویسنده و شاعر بود به تشویق هنرمندان و ادیبان و ساختن بناهایی در هرات می‌پرداخت.
در ۱۵۰۶ شیبانیان (ازبکان) آسیای مرکزی بر شمال افغانستان و هرات چیره شدند. اندکی بعد هرات بدست صفویان افتاد. در دوران صفوی هرات مهم‌ترین شهر و مرکز خراسان محسوب می‌شد و همواره مورد طمع ازبکان بود حتی چندبار این شهر به دست ازبکان افتاد. اما سلطه ازبکان بر این شهر به صورت کوتاه مدت بود و آن‌ها از دوره‌های فترت در اوایل سلطنت شاه طهماسب اول و اوایل سلطنت سلطان محمد خدابنده و شاه عباس اول استفاده کردند و هر بار برای مدت کمی این شهر را در اشغال داشتند. گفتنی است شاه عباس کبیر در این شهر به دنیا آمد و تا پیش از به سلطنت رسیدن در این شهر زندگی می‌کرد.

### معاهده پاریس
پس از سقوط صفویان هرات مدتی در اشغال طایفهٔ ابدالی بود و سپس به دست نادر شاه افشار افتاد. پس از مرگ نادر افغان‌ها بر هرات مسلط شدند. انگلستان که از دیر زمان نگران دست اندازی روسیه به هندوستان بوده چشم طمع به سرزمینی دوخته که خود نام افغانستان بر آن نهاده بود تا بتواند آن را به صورت دیواری میان متصرفات آسیایی روسیه و هندوستان درآورد و مانع پیشروی روسیه به سوی اقیانوس هند و آسیای جنوبی شود. در دوران معروف به بازی بزرگ مأموران بریتانیایی در هرات فعال بودند و از جدایی آن از حکومت ایران پشتیبانی می‌کردند. در ۱۲۴۹ ه‍.ق عباس میرزا از سوی فتح‌علی شاه قاجار مأمور پس گرفتن هرات از افغان‌ها شد. مرگ عباس میرزا در راه مشهد این کار را ناتمام گذاشت. محمد شاه قاجار نیز کوششی برای فتح هرات کرد که ناکام ماند. در زمان ناصرالدین شاه قاجار، دوست محمدخان، حاکم کابل و قندهار هرات را گرفت. نیروهای ناصرالدین شاه تحت فرمان حسام‌السلطنه هرات را محاصره کردند. با مداخلات بریتانیا در جنوب ایران و اشغال جزیره خارک و بحرانی شدن روابط ایران و بریتانیا طی معاهده پاریس که در ۱۲۷۳ ه‍.ق (۲۳ جنوری ۱۸۵۷ میلادی) در پاریس بین نماینده ایران و سفیر بریتانیا امضا شد قرار شد که نیروهای بریتانیا از بنادر و جزایر جنوب ایران خارج شوند و در برابر ایران نیز سپاهیان خود را از هرات فراخواند و به ناچار از شهر هرات و غرب افغانستان امروز صرف نظر کند.

### فاز دوم معاهده پاریس

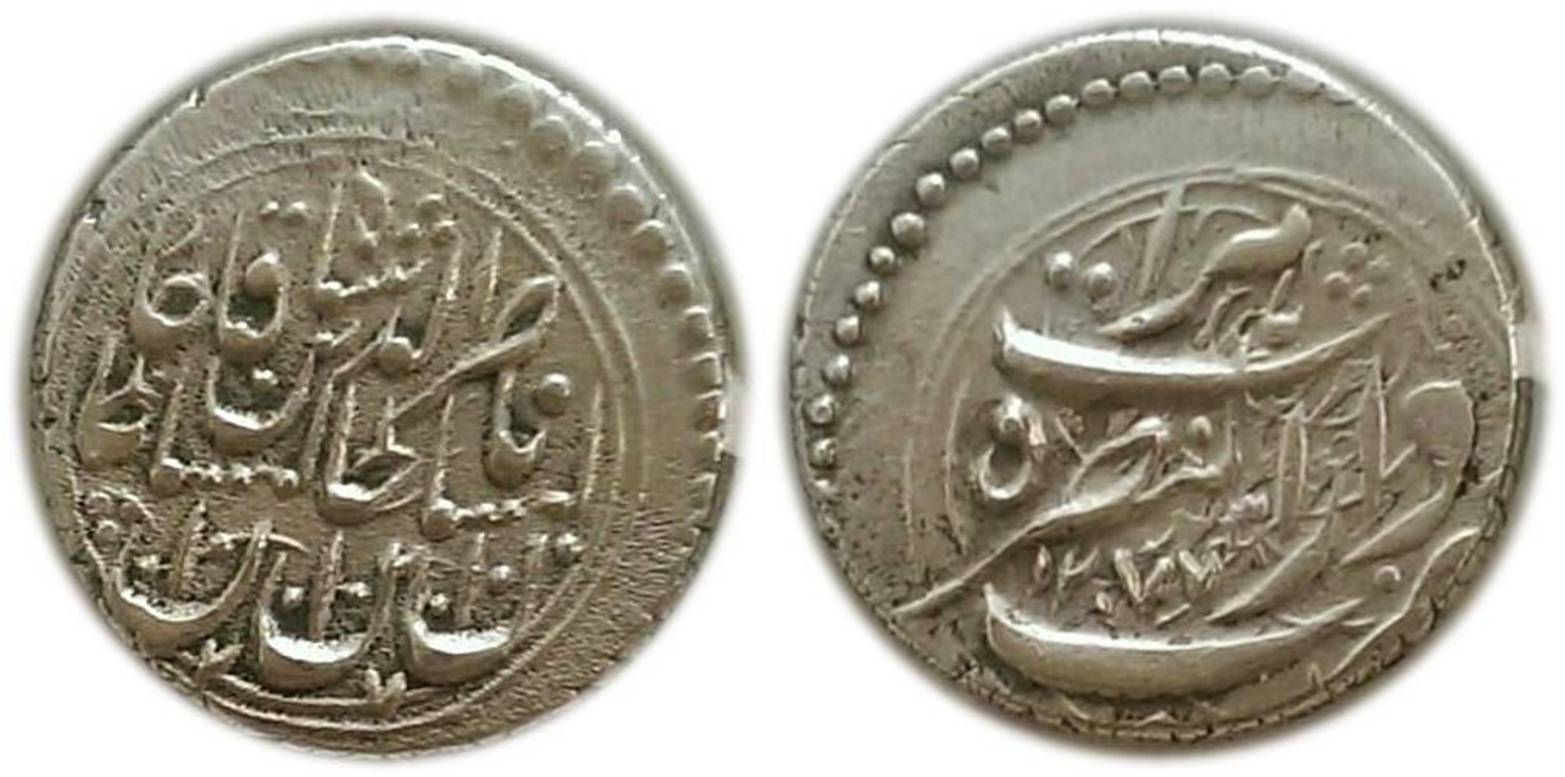
۱ قِران ناصرالدین شاه قاجار؛ ضرابخانه هرات، ۱۸۶۱

پس از مرگ دوست محمدخان و ایجاد هرج و مرج در افغانستان، دولت انگلیس تصمیم گرفت هرات را برای مدت نامعلومی به‌طور امانی تحت حاکمیت ایران قرار دهد. بدین جهت رونالد تامسون، وزیر مختار انگلیس در ایران، در اکتبر ۱۸۷۹ (۱۲۵۸ خورشیدی) این پیشنهاد را از طرف دولت متبوعش به دولت ایران ارائه کرد. ناصرالدین شاه و صدراعظم او، حسین خان سپهسالار، قرارنامهٔ مزبور را در دولت مطرح و آن را مورد بررسی و مطالعه قرار دادند و با اطرافیان خود در باب آن مشورت کردند. از جمله ایراد عمده‌ای که به آن گرفته شد ذکر کلمهٔ «امانت» در قرارنامه بود که می‌گفتند اگر پس از آنکه دولت ایران متحمل زحمت و مرارت شد و مبالغی در این راه هزینه کرد و بعد از مثلاً شش ماه دولت انگلیس تصمیم گرفت هرات را از قلمرو ایران جدا نماید چه خواهد شد؟ مذاکرات با دولت انگلیس در باب حذف این شرط از قرارنامه هم نتیجه نداد. به این جهت با آنکه ناصرالدین شاه در این باره به استخاره هم متوسل شد و استخاره هم «بسیار بسیار خوب» آمد، مدتی سرگردان و حیران بودند و نمی‌توانستند تصمیم بگیرند و بالاخره بهتر آن دیدند که آن را قبول نکنند و به مقامات انگلیس پاسخ رد داده شد.

### تاریخ معاصر

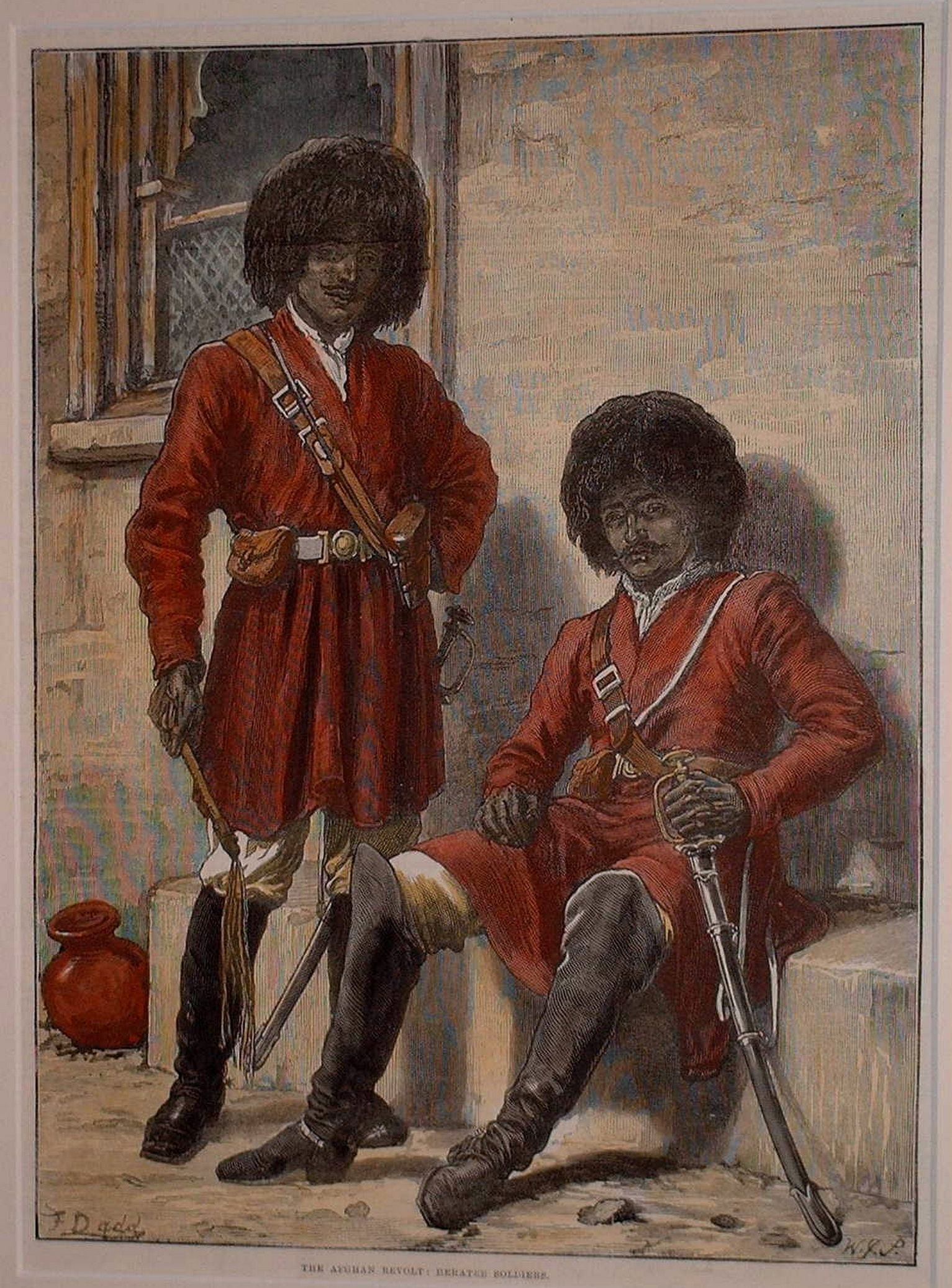
سربازان هراتی در ۱۸۷۹

در تاریخ معاصر افغانستان، هرات از استبداد داخلی، تحجّر، تعصب و تجاوزات خارجی بیش تر از دیگران رنج کشیده است. هرات سراسر سده نوزدهم را در میان کشمکش‌های سرداران سدوزایی و محمدزایی و بازی بزرگ سپری نمود.
هرات در سده بیستم سرنوشتی غم‌انگیزتر از سدهٔ قبل داشت. از ۱۵ تا ۲۰ مارس ۱۹۷۹ (۲۴–۲۹ حوت ۱۳۵۷) اولین قیام تحت نام قیام بیست و چهار حوت افسران و سربازان حکومتی و مردم هرات علیه حکومت تحت حمایت شوروی نورمحمد تره‌کی با شعارهای مذهبی سر بلند کرد که به سرکوب خونین هراتی‌ها منجر شد.
هرات تا پایان سال‌های حملهٔ شوروی به افغانستان ویرانی‌های زیادی را متحمل شد و تعداد زیادی از شهروندان آن کشته، زخمی یا معلول شدند.
پس از سقوط حکومت دکتر نجیب الله، آخرین رئیس‌جمهور تحت حمایت شوروی در افغانستان و تسلط مجاهدین بر افغانستان، اسماعیل خان به همراه نیروهای تحت امرش، وارد شهر هرات شد و کنترل آن را در دست گرفت. اسماعیل خان تا سال ۱۳۷۴ خورشیدی، فرمانده قل اردوی شماره چهار اردوی افغانستان در غرب کشور و استاندار استان هرات بود.
در سال ۱۳۷۴، طالبان پس از نبردهایی در ولایت فراه موفق به تصرف شهر هرات شدند و مانند سایر ولایات قوانین منحصر به حکومت خودشان را در هرات نیز تطبیق کردند.
در طول سه دهه گذشته و در جریان اشغال افغانستان توسط شوروی، نبردهای داخلی در افغانستان در دوران حکومت مجاهدین و دوره طالبان، هزاران تن از باشندگان هرات، از خشونت‌ها در کشورشان، به جمهوری اسلامی ایران مهاجرت کردند.
پس از تهاجم آمریکا و نابودی طالبان توسط آمریکا، بار دیگر کنترل هرات و ایالات غربی افغانستان در سال ۱۳۸۰، بدست اسماعیل خان افتاد و اسماعیل خان پروژه‌های بزرگ سازندگی و بازسازی را در این شهر به اجرا گذاشت.
در سال ۲۰۰۴ میلادی، استان هرات شاهد چند درگیری خونین میان نیروهای دولتی تحت امر اسماعیل خان و دیگر فرماندهان محلی بود. هواداران اسماعیل خان معتقد بودند که بیشتر این درگیریها، به تحریک دولت مرکزی، به منظور سست کردن بنیاد حاکمیت اسماعیل خان در هرات انجام می‌شود.

### وضعیت سیاسی جاری

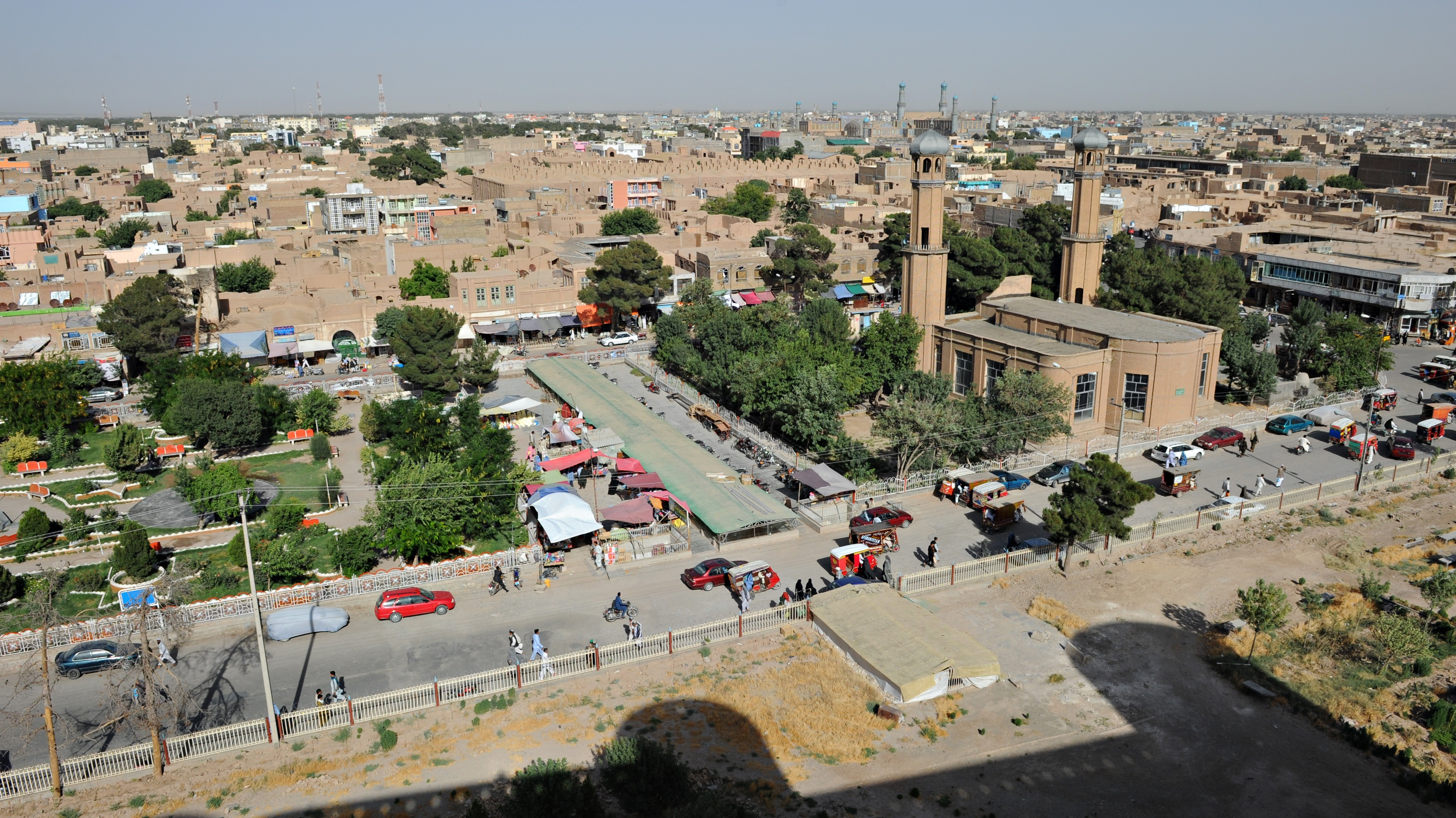
منظره هرات در ۲۰۱۱

هرات در سال‌های اخیر نابسامانی‌های سیاسی متعددی را گذرانده است اما نسبت به برخی از ولایات افغانستان وضعیت امنیتی بهتری دارد. بعد از سقوط حکومت طالبان محمداسماعیل خان خود را والی هرات خواند. در سال ۱۳۸۴ حامد کرزی اسماعیل خان را از این سمت سبکدوش و برای گرفتن پست وزارت معادن به کابل فراخواند و سید محمد خیرخواه به عنوان والی هرات تعیین شد. یک سال بعد رئیس‌جمهور حسین انوری رهبر حزب حرکت اسلامی افغانستان را به عنوان والی هرات تعیین کرد. انوری نخستین والی شیعه هرات بود و سه سال به این سمت باقی‌ماند و پس از آن در جدی ۱۳۸۸ یوسف نورستانی به عنوان والی به هرات فرستاد. یک سال بعد داوود شاه صبا به جای او به این سمت منصوب شد.
در مهم‌ترین رویدادها، شهر هرات از شانزدهم تا بیستم اکتبر ۲۰۰۷ میزبان هفدهمین نشست وزیران خارجه سازمان همکاری‌های منطقه‌ای (اکو) بود.

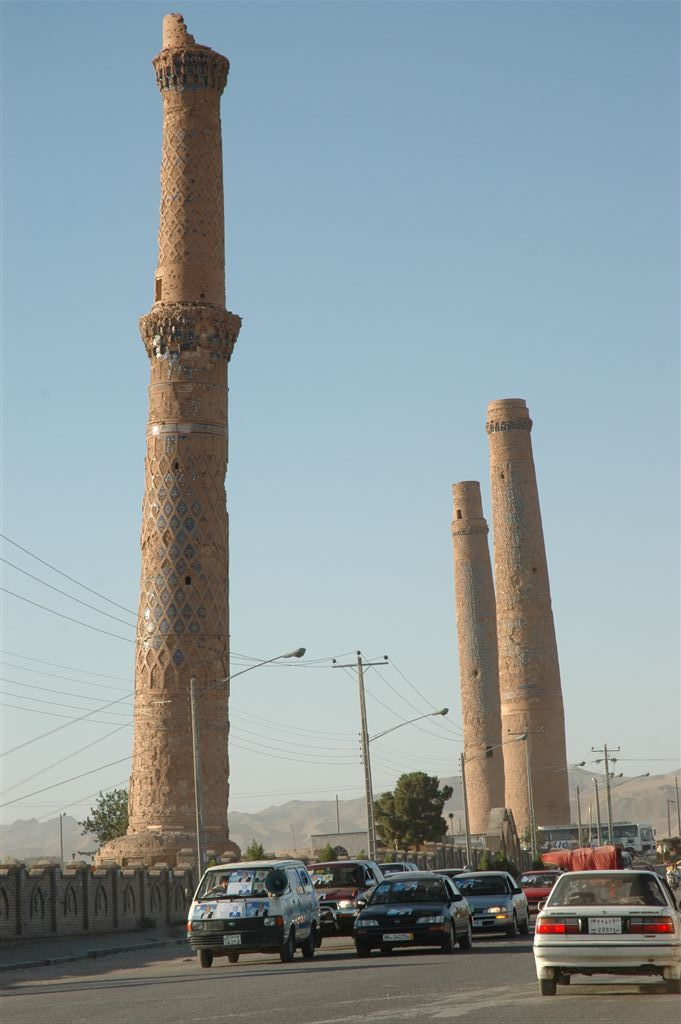
مناره‌های هرات در ۲۰۰۵

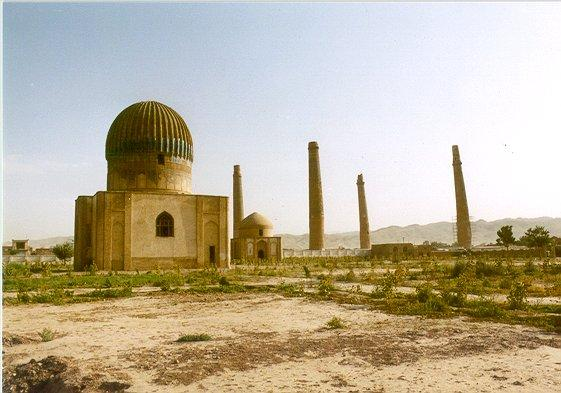
دو آرامگاه با منارهایشان

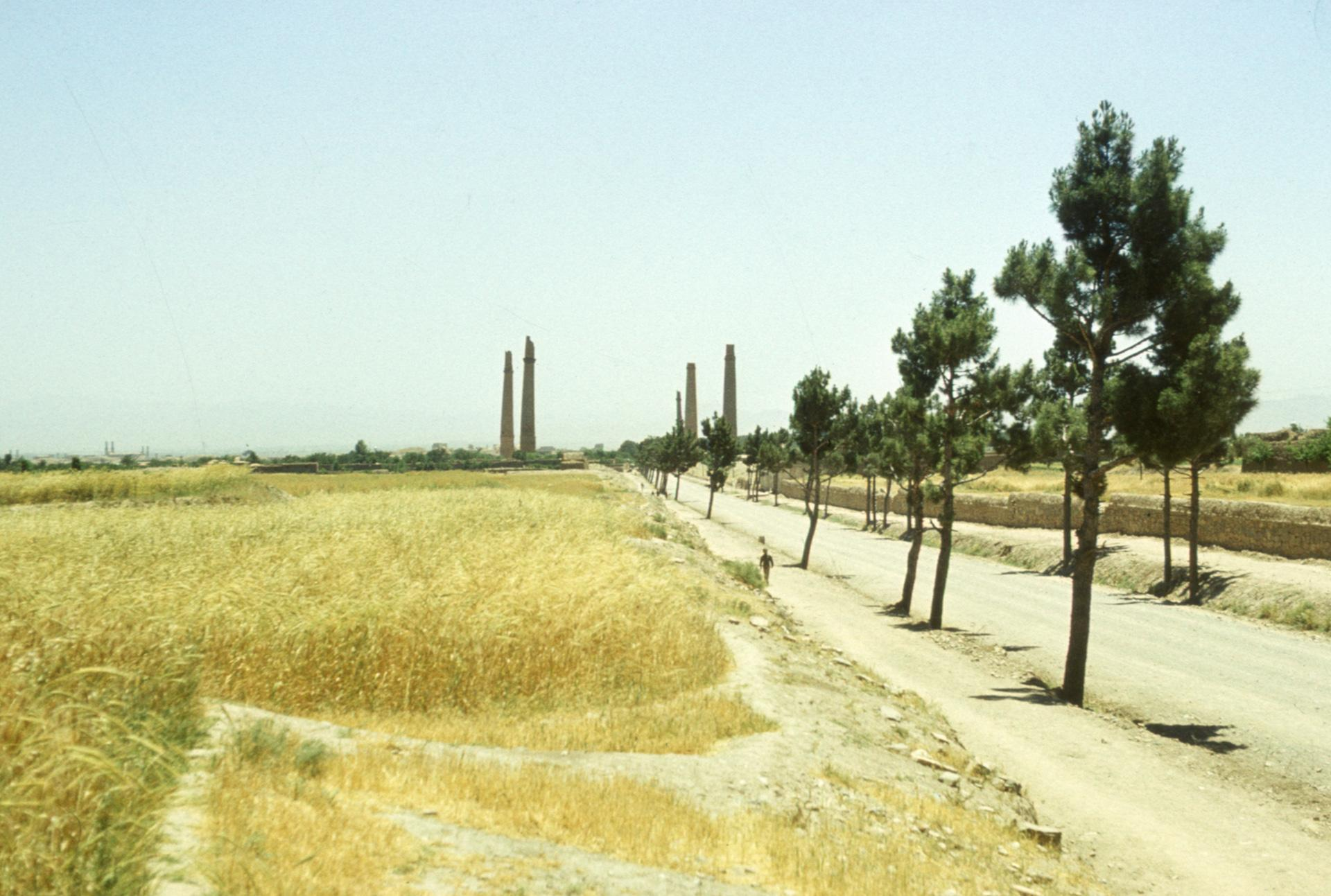
مناره‌های هرات ۱۹۷۵

## جغرافیا

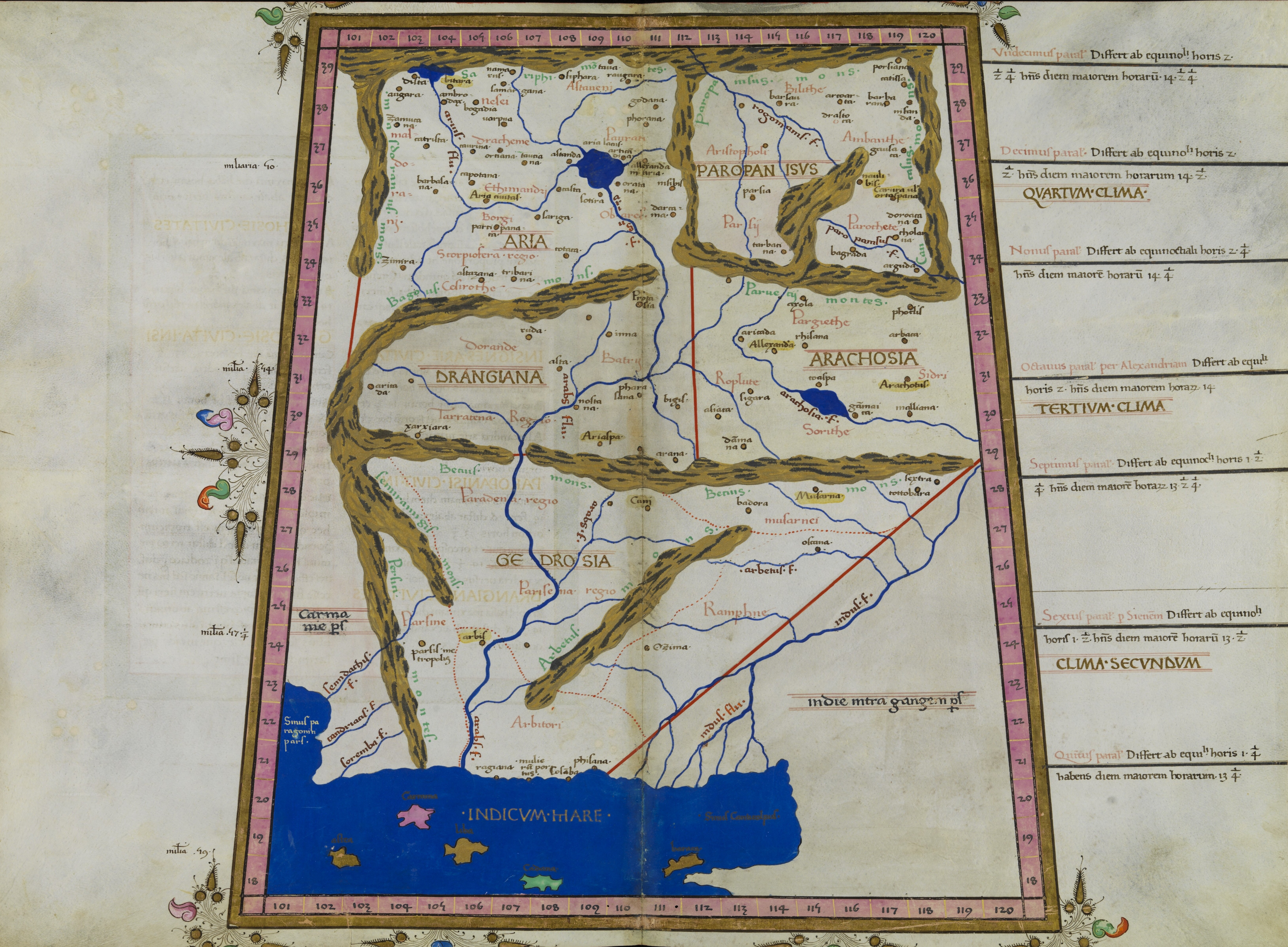
نقشهٔ بطلمیوس (از سدهٔ دوم میلادی) از هرات (Aria) و سرزمین‌های مجاور آن، که توسط نیکلاس جرمانوس، نقشه‌نگار آلمانی سدهٔ پانزدهم میلادی بازسازی شده است.

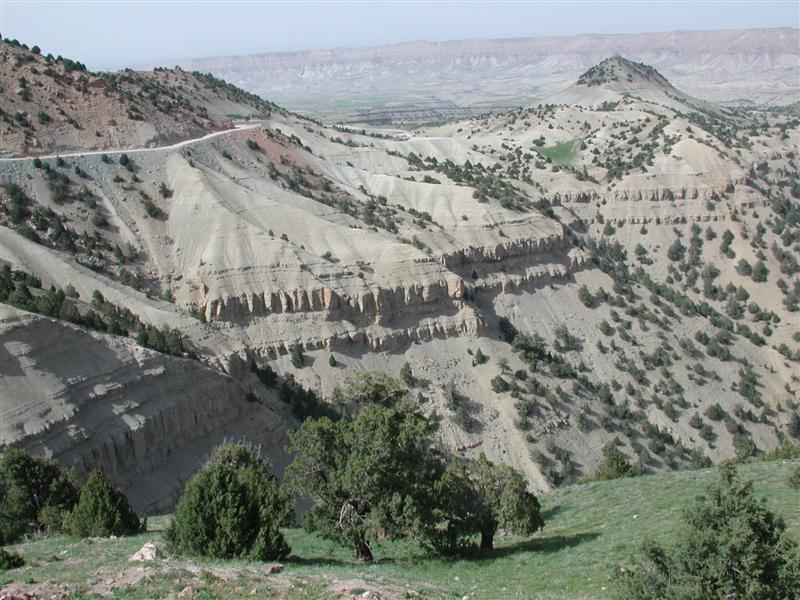
نمایی از سفیدکوه غربی در ولایت هرات

شهر هرات از شمال و شرق کوهستانی از غرب و جنوب نسبتاً کوهستانی می‌باشد اقلیم این شهر معتدل است که در زمستان به ۱۰- درجه سانتی گراد هم می‌رسد در زمستان باران‌ها و برف‌ها در این شهر می‌بارند و در تابستان هوا گرم و گاهی اوقات به ۳۸ درجه سانتی گراد می‌رسد در بهار هم هوا معتدل و دلپذیر است

### رودها

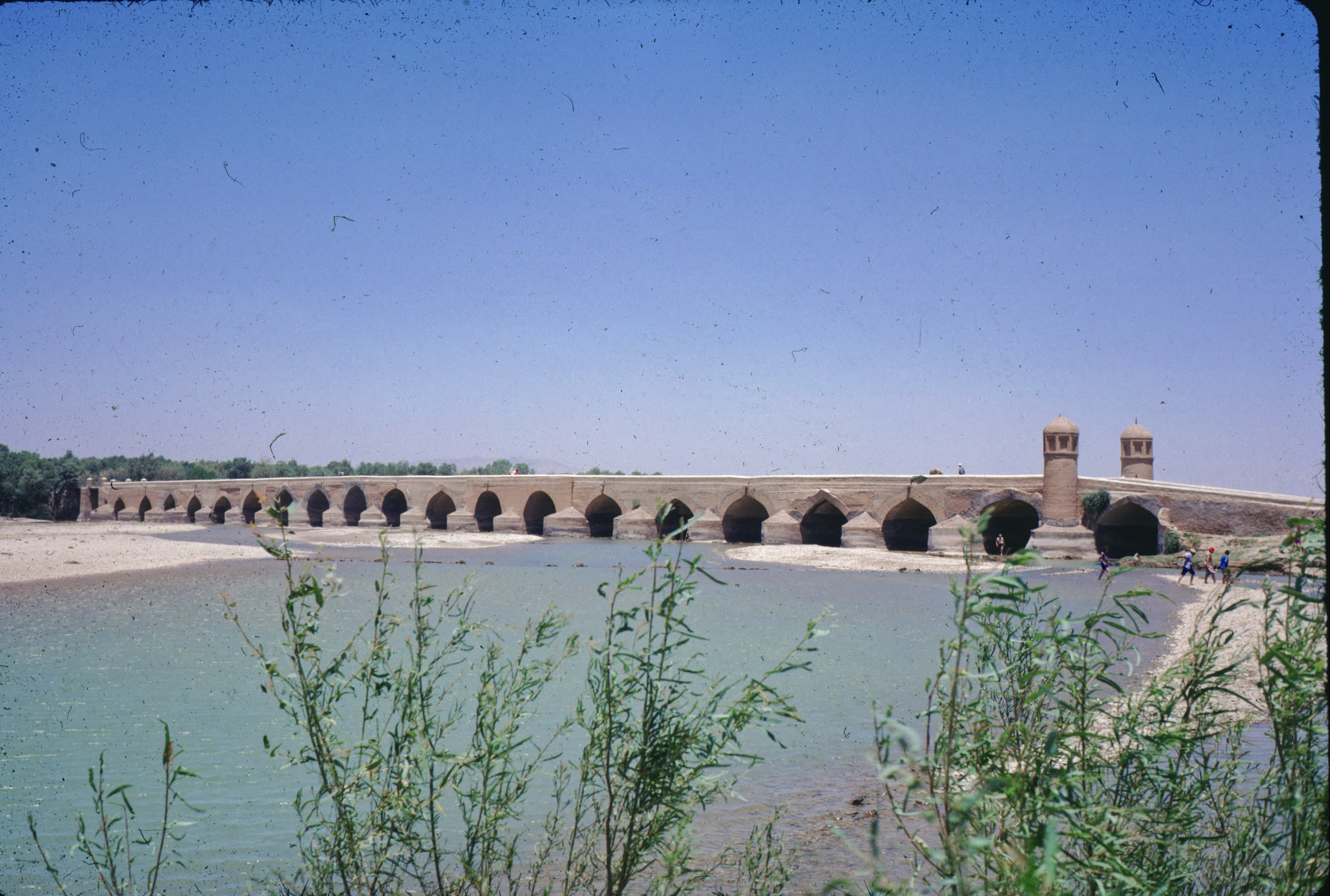
پل مالان بالای هریرود، ۱۹۸۰

### آب و هوا
هرات دارای آب و هوایی معتدل است، بهاری دلپذیر، تابستانی با بادهای زیاد که به بادهای ۱۲۰ روز معروف اند، پاییزی معتدل و زمستانی نه چندان سرد است. تنها زمستان ۱۳۸۶ به عنوان سخت‌ترین زمستان تاریخ معاصر هرات شناخته می‌شود که در آن بر اساس ارایه گزارش سایت رسمی ولایت هرات، یکهزار تن کشته شدند. بادهای ۱۲۰ روز در هرات شدت گرما را در این ولایت می‌کاهد و سبب سردی هوا در جریان شب می‌شود.
| داده‌های اقلیم هرات                | داده‌های اقلیم هرات | داده‌های اقلیم هرات | داده‌های اقلیم هرات | داده‌های اقلیم هرات | داده‌های اقلیم هرات | داده‌های اقلیم هرات | داده‌های اقلیم هرات | داده‌های اقلیم هرات | داده‌های اقلیم هرات | داده‌های اقلیم هرات | داده‌های اقلیم هرات | داده‌های اقلیم هرات | داده‌های اقلیم هرات |
| ماه                               | ژانویه             | فوریه              | مارس               | آوریل              | مه                 | ژوئن               | ژوئیه              | اوت                | سپتامبر            | اکتبر              | نوامبر             | دسامبر             | سال                |
| --------------------------------- | ------------------ | ------------------ | ------------------ | ------------------ | ------------------ | ------------------ | ------------------ | ------------------ | ------------------ | ------------------ | ------------------ | ------------------ | ------------------ |
| سابقهٔ بیش‌ترین °C (°F)             | ۲۴٫۴ (۷۶)          | ۲۷٫۶ (۸۲)          | ۳۱٫۰ (۸۸)          | ۳۷٫۸ (۱۰۰)         | ۳۹٫۷ (۱۰۳)         | ۴۴٫۶ (۱۱۲)         | ۵۰٫۰ (۱۲۲)         | ۴۲٫۷ (۱۰۹)         | ۳۹٫۳ (۱۰۳)         | ۳۷٫۰ (۹۹)          | ۳۰٫۰ (۸۶)          | ۲۶٫۵ (۸۰)          | ۵۰ (۱۲۲)           |
| میانگین بیش‌ترین °C (°F)           | ۹٫۱ (۴۸)           | ۱۱٫۹ (۵۳)          | ۱۷٫۹ (۶۴)          | ۲۴٫۰ (۷۵)          | ۲۹٫۶ (۸۵)          | ۳۵٫۰ (۹۵)          | ۳۶٫۷ (۹۸)          | ۳۵٫۱ (۹۵)          | ۳۱٫۴ (۸۹)          | ۲۵٫۰ (۷۷)          | ۱۷٫۸ (۶۴)          | ۱۲٫۰ (۵۴)          | ۲۳٫۷۹ (۷۴٫۸)       |
| میانگین روزانه °C (°F)            | ۲٫۸ (۳۷)           | ۵٫۵ (۴۲)           | ۱۰٫۲ (۵۰)          | ۱۶٫۳ (۶۱)          | ۲۲٫۱ (۷۲)          | ۲۷٫۲ (۸۱)          | ۲۹٫۸ (۸۶)          | ۲۸٫۸ (۸۴)          | ۲۲٫۹ (۷۳)          | ۱۶٫۱ (۶۱)          | ۸٫۸ (۴۸)           | ۴٫۷ (۴۰)           | ۱۶٫۲۷ (۶۱٫۳)       |
| میانگین کم‌ترین °C (°F)            | −۲٫۹ (۲۷)          | −۰٫۶ (۳۱)          | ۳٫۸ (۳۹)           | ۹٫۱ (۴۸)           | ۱۳٫۳ (۵۶)          | ۱۸٫۲ (۶۵)          | ۲۱٫۲ (۷۰)          | ۱۹٫۲ (۶۷)          | ۱۳٫۲ (۵۶)          | ۷٫۴ (۴۵)           | ۱٫۰ (۳۴)           | −۱٫۴ (۲۹)          | ۸٫۴۶ (۴۷٫۳)        |
| سابقهٔ کم‌ترین °C (°F)              | −۲۶٫۷ (−۱۶)        | −۲۰٫۵ (−۵)         | −۱۳٫۳ (۸)          | −۲٫۳ (۲۸)          | ۰٫۸ (۳۳)           | ۹٫۷ (۴۹)           | ۱۳٫۳ (۵۶)          | ۸٫۴ (۴۷)           | ۱٫۳ (۳۴)           | −۵٫۶ (۲۲)          | −۱۲٫۸ (۹)          | −۲۲٫۷ (−۹)         | −۲۶٫۷ (−۱۶)        |
| بارندگی میلی‌متر (اینچ)            | ۵۱٫۷ (۲٫۰۴)        | ۴۴٫۷ (۱٫۷۶)        | ۵۵٫۱ (۲٫۱۷)        | ۲۹٫۲ (۱٫۱۵)        | ۹٫۸ (۰٫۳۹)         | ۰٫۰ (۰)            | ۰٫۰ (۰)            | ۰٫۰ (۰)            | ۰٫۰ (۰)            | ۱٫۷ (۰٫۰۷)         | ۱۰٫۹ (۰٫۴۳)        | ۳۵٫۸ (۱٫۴۱)        | ۲۳۸٫۹ (۹٫۴۲)       |
| میانگین روزهای بارانی             | ۶                  | ۸                  | ۸                  | ۲                  | ۲                  | ۰                  | ۰                  | ۰                  | ۰                  | ۱                  | ۳                  | ۵                  | ۳۵                 |
| میانگین روزهای برفی               | ۲                  | ۲                  | ۱                  | ۰                  | ۰                  | ۰                  | ۰                  | ۰                  | ۰                  | ۰                  | ۰                  | ۱                  | ۶                  |
| درصد رطوبت                        | ۷۲                 | ۶۹                 | ۶۲                 | ۵۶                 | ۴۵                 | ۳۴                 | ۳۰                 | ۳۰                 | ۳۴                 | ۴۲                 | ۵۵                 | ۶۷                 | ۴۹٫۷               |
| میانگین روزانه ساعت‌های تابش آفتاب | ۱۴۹٫۳              | ۱۵۳٫۵              | ۲۰۲٫۵              | ۲۳۵٫۷              | ۳۲۹٫۶              | ۳۶۲٫۶              | ۳۷۸٫۶              | ۳۴۴٫۸              | ۳۲۳٫۲              | ۲۷۴٫۰              | ۲۳۵٫۰              | ۱۴۱٫۱              | ۳٬۱۲۹٫۹            |
| منبع شماره ۱: NOAA (1959–1983)    |                    |                    |                    |                    |                    |                    |                    |                    |                    |                    |                    |                    |                    |
| منبع شماره ۲: Ogimet              |                    |                    |                    |                    |                    |                    |                    |                    |                    |                    |                    |                    |                    |

### بادهای ۱۲۰ روزه
بادهای یکصد و بیست روزهٔ هرات در اثر به‌وجود آمدن مرکز فشار بلند در سفیدکوه و مرکز فشار پست وادی هرات بوقوع می‌پیوندد و مدت یکصد و بیست روز از اوایل جوزا الی اواخر سنبله ادامه می‌یابد.

## فرهنگ

دختران هرات و نماد فرهنگ قدیمی این شهر

هرات به شهر علم و فرهنگ نیز شهرت دارد، شهرت هرات به این نام بیشتر به خاطر شاعران، نویسنده گان و هنرمندانی است که از گذشته‌ها تا کنون در این شهر پرورش یافته‌اند. شهر هرات دارای چندین انجمن ادبی، هنری و فرهنگی است که در این میان انجمن ادبی هرات با سابقه‌ای طولانی از شهرت بیشتری برخوردار است.

## مردم

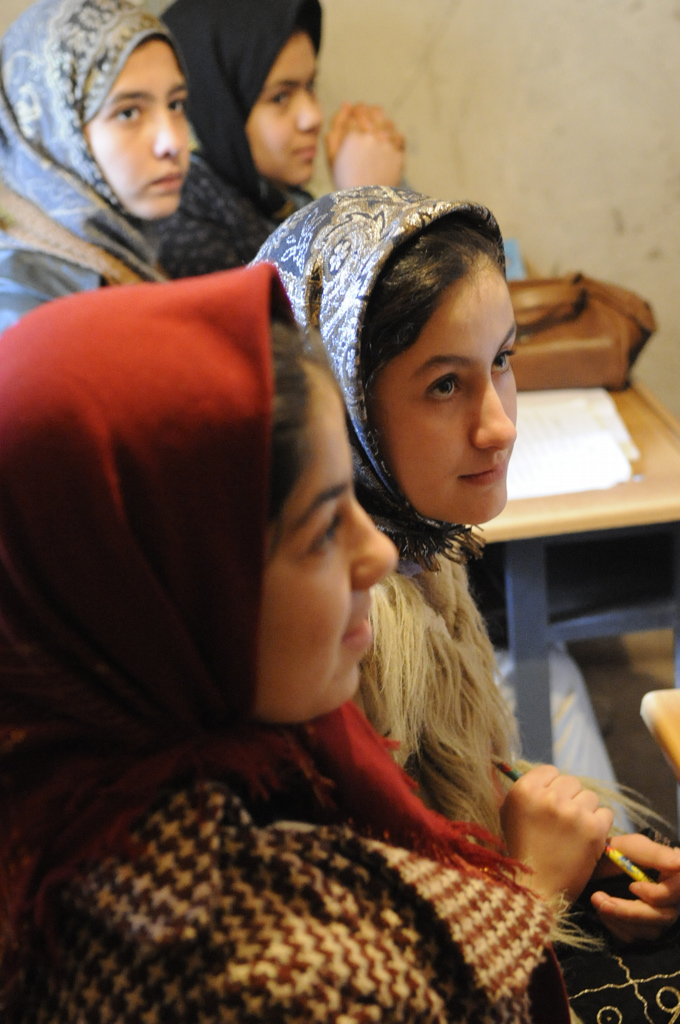
دختران دانش‌آموز در هرات

جمعیت آن در سال ۲۰۲۰ میلادی ۵۵۶٬۲۰۵ تن تخمین زده شده است.تخمین ترکیب قومیتی این شهر به درستی در دسترسی نیست.این شهر دارای باشندگانی از چند قوم می‌باشد. و گویشوران زبان پارسی بیشینه هستند. بر پایهٔ گزارش انجمن جغرافیای ملی، ۸۵٪ باشندگان هرات تاجیک‌ها هستند. پس از آنان پشتون‌ها ۱۰٪، هزاره‌ها ۳٪، ترکمن‌ها ۲٪ از باشندگان هرات را تشکیل می‌دهند.
| قومیت‌های هرات | قومیت‌های هرات | قومیت‌های هرات | قومیت‌های هرات | قومیت‌های هرات |
| ------------- | ------------- | ------------- | ------------- | ------------- |
| زبان          | زبان          |               | درصد          | درصد          |
| تاجیک‌ها       | تاجیک‌ها       |               | ۸۵٪           | ۸۵٪           |
| پشتون‌ها       | پشتون‌ها       |               | ۱۰٪           | ۱۰٪           |
| هزاره‌ها       | هزاره‌ها       |               | ۳٪            | ۳٪            |
| ترکمن‌ها       | ترکمن‌ها       |               | ۲٪            | ۲٪            |

### دین و مذهب
تقریباً تمامی مردم ساکن در شهر هرات را مسلمانان تشکیل داده‌اند. مسجد جامع هرات، بزرگ‌ترین مسجد افغانستان در شهر هرات موقعیت دارد.

### سرشناسان
همچنین رجوع شود به فهرست سرشناسان دیگر هرات، ذیل سرواژهٔ هروی.

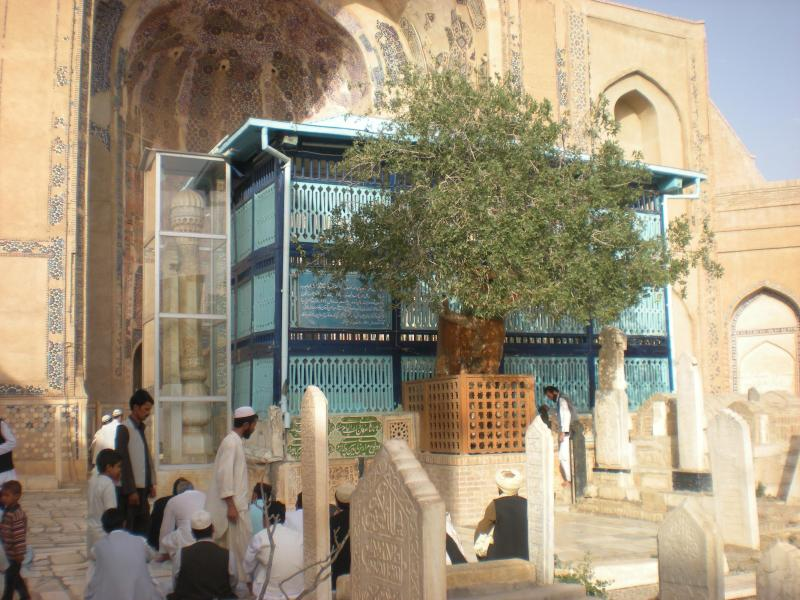
آرامگاه خواجه عبدالله انصاری در شمال شهر هرات

آرامگاه ملکه گوهر شاد بیگم در نواحی مرکزی شهر هرات

اثری از استاد کمال الدین بهزاد یکی از مشاهیر هرات در عرصه مینیاتوری

این شهر آرامگاه‌های بزرگان اولیا و علما را در خود جای داده از این جمله می‌توان آرامگاه خواجه عبدالله انصاری معروف به «پیر هرات»، بزرگ‌ترین شاعر صوفی هرات، میر عبدالواحد مشهور به سلطان آقا را که در پایین ذکر شده‌اند نام برد. آرامگاه خواجه عبدالله انصاری در روستای گازرگاه در شمال شهر هرات است که به فرمان شاهرخ تیموری ساخته شد.
هرات در برخی منابع داخلی به خاک اولیاءالله معروف است. این سرزمین تاریخی، همواره کانون علم و فرهنگ بوده، علما و فضلای بزرگ را در دامان خویش پرورانیده است. در فهرست زیر نام شماری از آن‌ها که در هرات زاده شده‌اند یا زیسته‌اند آمده است:
- - فرمانروایان
- ساتی برزن والی هریوا در زمان داریوش سوم
- طاهر بن حسین فرمانده قرن نهمی لشکر خلافت عباسی و مؤسس سلسله طاهریان
- شاهرخ میرزا، امپراتور مقتدر سلسله تیموریان هرات و فرزند امیر تیمور جهانگشا
- گوهر شاد، خانم شاهرخ میرزا
- سلطان حسین بایقرا، امپراتور سلسله تیموریان هرات
- امیر علیشیر نوایی وزیر دانشمند سلطان حسین بایقرا
- شاه عباس یکم امپراتور مقتدر صفویان
- احمد شاه درانی، مؤسس سلسله قدرتمند درانی در ۱۷۴۷ میلادی
- امیر دوست محمد خان، مؤسس سلسله بارکزایی
- اسماعیل خان، والی هرات، وزیر انرژی و آب و فرمانده جهادی پیشین هرات
- فرامرز تمنا، سیاستمدار
  - دانشمندان و هنرمندان
- خواجه عبدالله انصاری مشهور به پیر هرات، عارف و شاعر قرن پنجم هرات
- سیفی هروی مورخ قرن هشتم و مؤلف تاریخ نامه هرات
- فخر الدین الرازی، شیمیدان، حکیم و فیلسوف قرن دوازدهم
- تفتزانی، دانشمند قرن چهاردهم هرات
- کمال الدین بهزاد بنیانگذار سبک مینیاتوری و مشهورترین نقاش دوره تیموریان
- نورالدین جامی، صوفی و شاعر پر آوازه قرن پانزدهم
- میر علی هروی خوشنویس عصر تیموریان
- میر خواند مورخ مشهور سلسله تیموریان
- حسین کاشفی، سخنران و موعظه گر قرن پانزدهم هرات
- هاتفی، شاعر قرن شانزدهم و نواسه نوالدین جامی
- آلکا سعادت، تهیه‌کننده فیلم[۴۷]
- سونیتا علیزاده، رپپر
- زابلون سیمینتوف تنها یهودی افغانستان

## اقتصاد

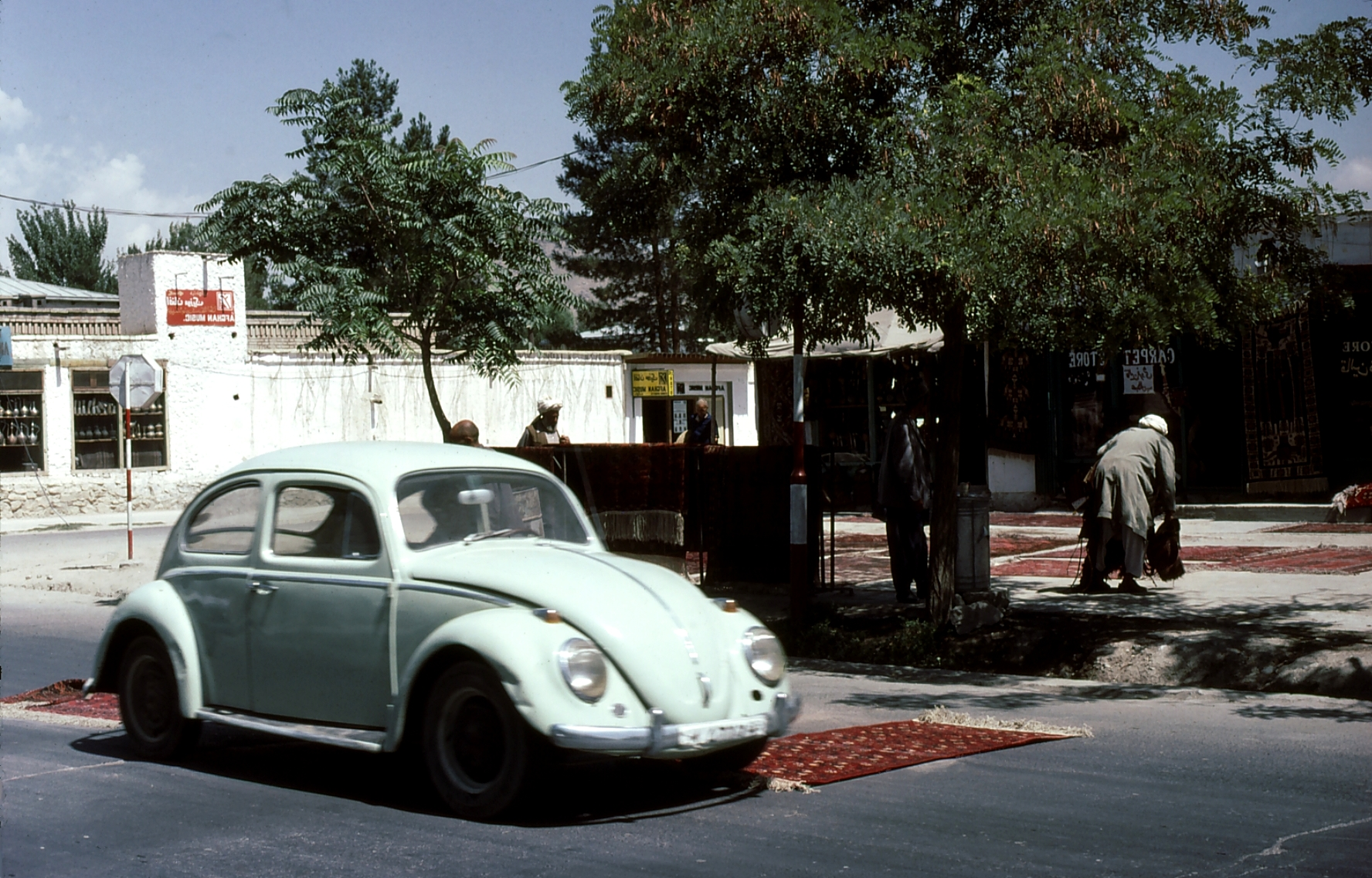
فرش افغانی در هرات، ۱۹۷۷

هرات به علت داشتن مرز با مشترک با دو کشور ایران و ترکمنستان و دارا بودن دو درگاه (گمرک) مهم اسلام‌قلعه در غرب و سیاه تپه در شمال به مرکز اصلی تجارت و کسب و کار افغانستان تبدیل شده است.
اجناس وارداتی از کشورهای ایران و ترکمنستان در این شهر ارزانتر است، شهرک صنعتی هرات از بودجه گمرک هرات توسط اسماعیل خان بنا شد، ده‌ها کارخانه تولیدی در این شهرک مشغول تولید اند
۱ مواد غذایی
۲ پلاستیک
۳ قند و شکلات
۴ شرکت‌های پلی واتلین
۵ مصالح و اجراات ساختمانی
۶ صنایع چوب
۷ نوشابه سازی
۸ رنگ سازی و مواد شیمیائی
۹ بسته‌بندی و مونتاژ موتورسیکلت
۱۰ برق رسانی
۱۱ سنگ‌بری
۱۲ فلزکاری و فلزات
۱۳ پوست و چرم
گمرک هرات به عنوان یکی از بزرگ‌ترین منابع درآمد دولت افغانستان به‌شمار می‌رود.

### محصولات کشاورزی

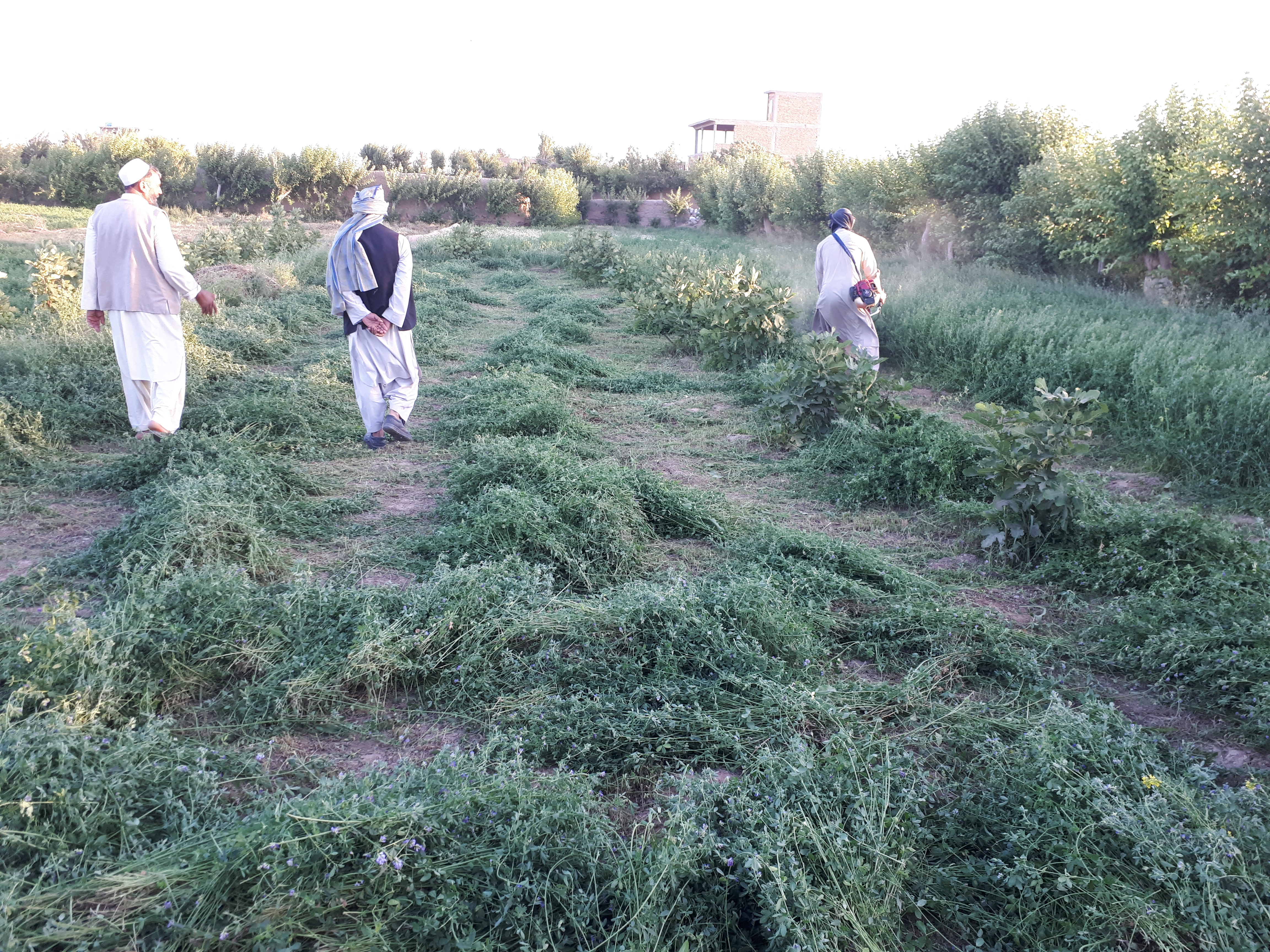
زراعت در هرات و ولسوالی‌های شغل اکثر مردم این دیار است. عکس از ولسوالی زنده‌جان است

انگور هرات از شهرت بسیاری برخوردار است. نظامی سمرقندی در چهارمقاله می‌گوید: «... و در سواد هری صد و بیست لون انگور یافته شود هر یک از دیگری لطیف تر.» مشهورترین اینها انگور فخری، لعل، کشمشی، عسکری، حسینی و مانند آنهاست. اولین انگوری که می‌چینند و به بازار می‌آید «رَوچه» نام دارد. بخش‌های کوچک یک خوشهٔ انگور را در زبان گفتاری «تلیس» می‌گویند و چوب یا سیخی که از خوشه پس از خوردن انگور می‌ماند «خجوم» می‌گویند.
از میوه‌های هرات می‌توان انواع انگور از قبیل: انگور فخری، انگور لعل، انگور کشمشی، انگور عسکری، انگور پوشنگی، انگور حسینی، انگور روچه، انگور لوغی، انگور صاحبی، انگور کس نداره، انگور آبی، انگور مسکه، انگور شنگول خانی، انگور میراحمدی _ انواع خربزه، انواع زردآلو، انواع انار، انواع بهی، انواع انجیر، انواع بادام، انواع توت، انواع شفتالو، انواع آلو، انواع هندوانه، انواع سیب، انواع ناک انواع گردو و انواع امرودو را نام برد.

## مدیریت شهری

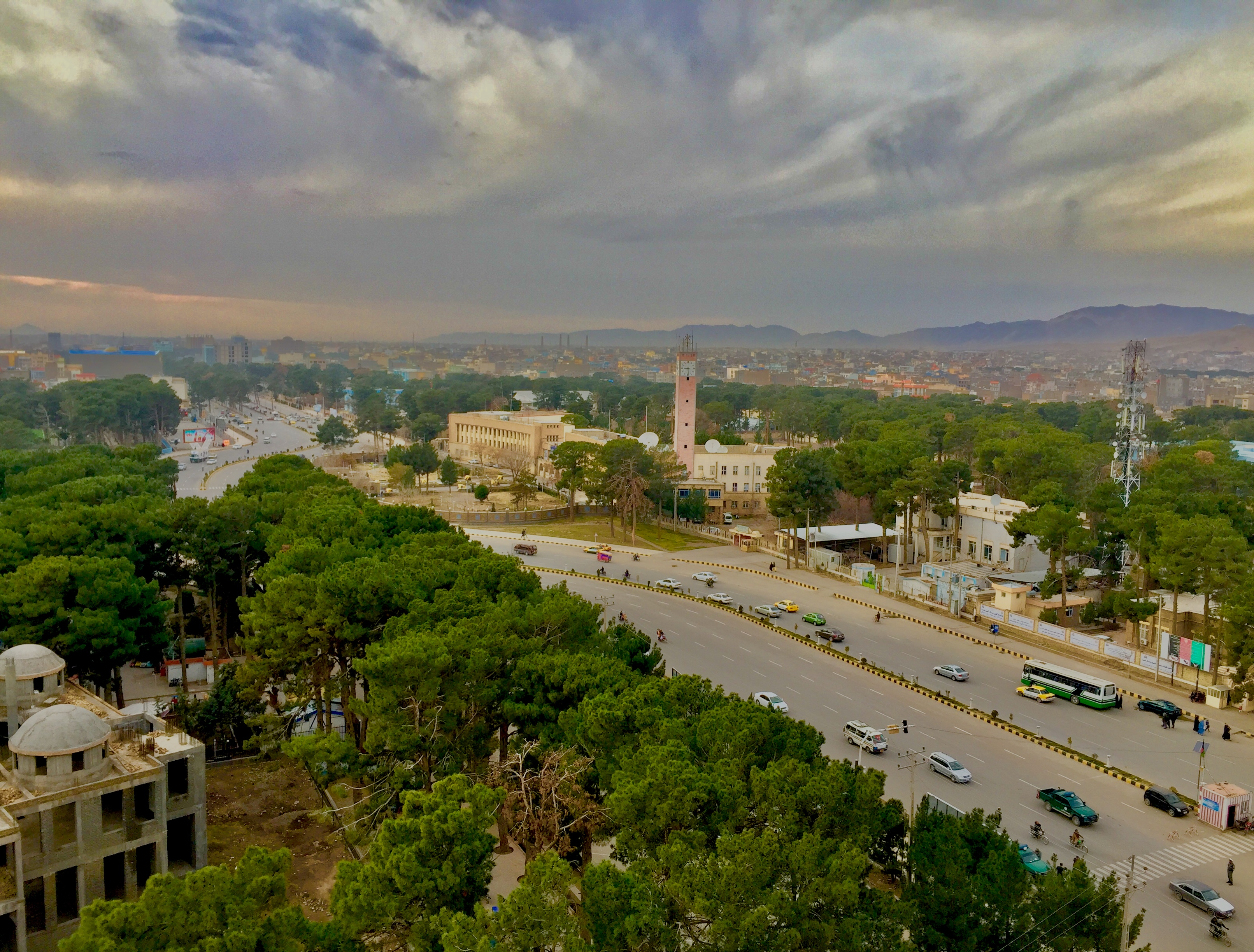
منطقه یی از هرات

### شهرداری
شهرداری هرات شامل ۱۵ ناحیه است که اداره هر منطقه به عهده مدیر آن ناحیه است. شهردار هرات غلام حضرت مشفق است. شهر هرات تا چند سال قبل دارای ده ناحیه بود، نواحی پانزده‌گانه هرات بر اساس اعداد از ناحیه یک الی ناحیه پانزده نامگذاری شده‌اند. معروف‌ترین مناطق شهر هرات در ناحیه شرق شهر، جکان و نو آباد، در مرکز شهر چهار راهی مستوفیت، شهر نو، در شمال شهر قول اردو و منطقه تخت صفر، در غرب شهر محله باباحاجی و شهرک جبرئیل و در جنوب شهر بکر آباد، درب عراق و درب ملک هستند.

### نمای شهر

نمایی از ساخت خانه‌های جدید در هرات

شهر هرات به دو بخش تقسیم شده است، شهر جدید هرات و شهر کهنه هرات، در شهر جدید در سال‌های اخیر خانه و منازل نو با سبک نوین ساخته شده است اما عموماً تخریب خانه‌های شهر کهنه هرات مجاز نیست.
شهر جدید هرات امروزه مرکز اصلی شهر هرات و مناطق جنوبی و شمالی آن را تشکیل می‌دهد، مناطقی مانند بکرآباد به تازگی ایجاد شده‌اند، خانه‌های مدرن در مناطق شمالی شهر هرات نیز شهر جدید و کهنه هرات را به دو چهره متفاوت از یک شهر تبدیل ساخته است. امروزه بیشترین گسترش شهر هرات به سوی جنوب و شمال غرب بوده است.
شهر کهنه هرات مساحت سطحی آن به ۲/۵ کیلومتر مربع بالغ می‌شود و در ۶۲ درجه ۲۰ دقیقه طول شرقی و ۳۴ درجه و ۴۵ دقیقه عرض شمالی واقع است. این شهر به چهار بخش مستقیم تقسیم می‌گردد.
1. محله قطبچاق: که از طرف شمال از دروازه ملک شروع و به چهارسوق منتهی می‌شود.
2. محله خواجه عبدالله مصری که بازار خوش در آن بخش باقی بوده و این بازار از طرف مشرق شهر شروع به چهارسوق انجام می‌یابد.
3. محله باردرانی‌ها و بازار عراق که از طرف غرب آغاز و به چهارسوق وصل می‌گردد.
4. محله برج خاکستر که بازار قندهار در آن واقع و از طرف جنوبی شهر شروع شده و به چهارسوق می‌رسد.[۴۸]

شهر کهنه هرات دارای دکان‌ها و خانه‌هایی با معماری‌های کهن و دالان‌های تو در تو است که سالانه تعداد زیادی از این مناطق دیدن می‌کنند. چندی قبل وزارت اطلاعات و فرهنگ افغانستان گفت ادامه احداث ساختمان‌های جدید در شهر کهنه هرات، به آثار تاریخی این شهر آسیب‌های جدی وارد می‌کند. در شهر هرات، کمیسیونی مرکب از نمایندگان برخی ادارات دولتی، برای حفاظت از آثار تاریخی و باستانی این شهر تشکیل شده است. این کمیسیون، هم‌اکنون بر بازسازی شهر کهنه هرات توسط بخش فرهنگی بنیاد آقاخان، نظارت دارد.
به گفته مقامات دولتی در هرات حتی برای احداث ساختمان‌های یک طبقه و دو طبقه هم اجازه نیست.

### آب و برق
برق هرات از دو کشور همسایهٔ ایران و ترکمنستان تأمین می‌شود. در اوج گرما و سرما در شهر هرات برق با مشکل مواجه می‌شود و تقریباً همه شهروندان هرات از داشتن بیست و چهار ساعته محروم می‌شوند، برق در این دو فصل در شهر هرات جیره‌بندی می‌گردد.

## ترابری

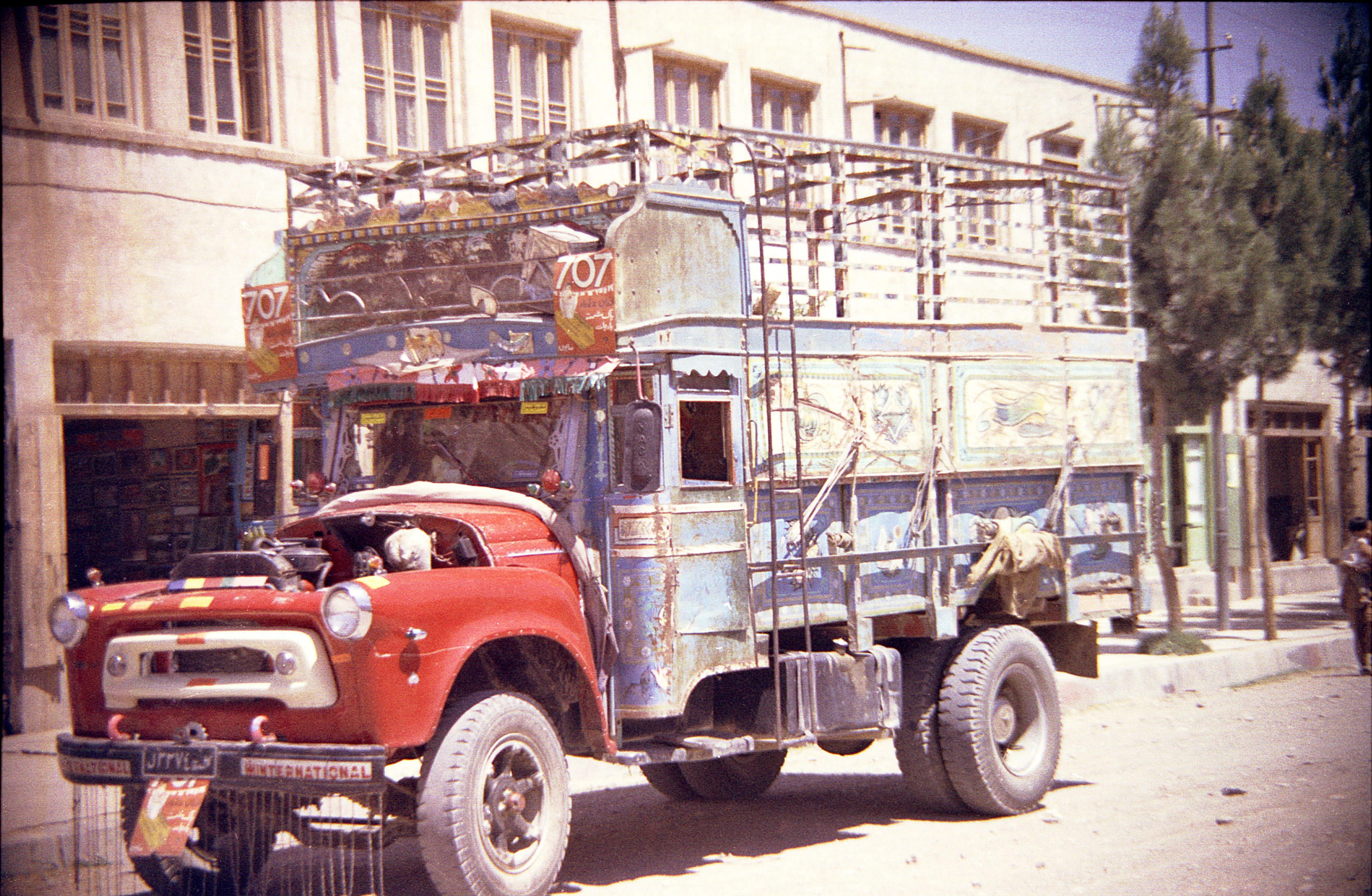
کامیونی در هرات ۱۹۶۴

هرات دارای وضعیت ترابری بهتری نسبت به برخی از مناطق افغانستان است با آنکه هنوز وضعیت راه‌های زمینی شهر به برخی از استان‌ها نامناسب است اما هرات دارای چهار شاهراه بزرگ است که این شهر را به دو کشور ایران و ترکمنستان و ولایت‌های ولایت بادغیس، ولایت‌های جنوبی و در نهایت به کابل پایتخت افغانستان وصل می‌کند. هرات دارای یک فرودگاه نظامی و یک فرودگاه غیرنظامی است، قرار است هرات برای اولین بار در افغانستان از طریق راه‌آهن به شهر خواف در استان خراسان ایران وصل شود.

### ترابری زمینی
هرات در سال‌های اخیر روند رو به رشدی در زمینه راه‌سازی داشته است، در واقع هر چهارراه اصلی منتهی به هرات از بهترین و استانداردترین بزرگراه‌های افغانستان هستند.
در شمال هرات بزرگراه تورغندی با فاصله ۲۰۰ کیلومتر هرات را به ترکمنستان وصل می‌کند، این بزرگراه توسط شوروی سابق در اصل به هدف انتقال وسایط نظامی شوروی از ترکمنستان به افغانستان پیش از حمله شوروی به افغانستان احداث شده بود. عبور تانک‌های جنگی در طول سال‌های جنگ باعث وارد آمدن خساراتی به این بزرگراه شد ولی در سال‌های اخیر این بزرگراه توسط دولت افغانستان بازسازی شد.
در غرب هرات بزرگراه ۱۱۰ کیلومتری اسلام قلعه، هرات را به کشور ایران متصل می‌سازد این بزرگراه از محل کمک‌های ایران برای افغانستان اعمار شده است.
در جنوب هرات بزرگراه تازه بازسازی شدهٔ هرات - کابل، هرات را به مناطق جنوبی، شرقی افغانستان و در نهایت به کابل مرکز افغانستان وصل می‌کند، این بزرگراه نیز در سال‌های اخیر توسط دولت افغانستان و چند شرکت هندی بازسازی شده است.
در شرق هرات بزرگراه هرات ارملک (یا ارملغ) در سال‌های اخیر ساخته شده است، این بزرگراه که یکی از زیباترین راه‌های غرب افغانستان است با بودجه دولت افغانستان توسط شرکت راهسازی ایرانی ۱۱۵ احداث شد و قرار است تا شهر قلعه نو مرکز ولایت بادغیس امتداد یابد و از آنجا غرب افغانستان را با شمال کشور وصل کند. این بزرگراه همانند بزرگراه هرات اسلام قلعه بخشی از پروژه شاهراه زمینی ایران و تاجیکستان از طریق افغانستان است.

### ترابری هوایی

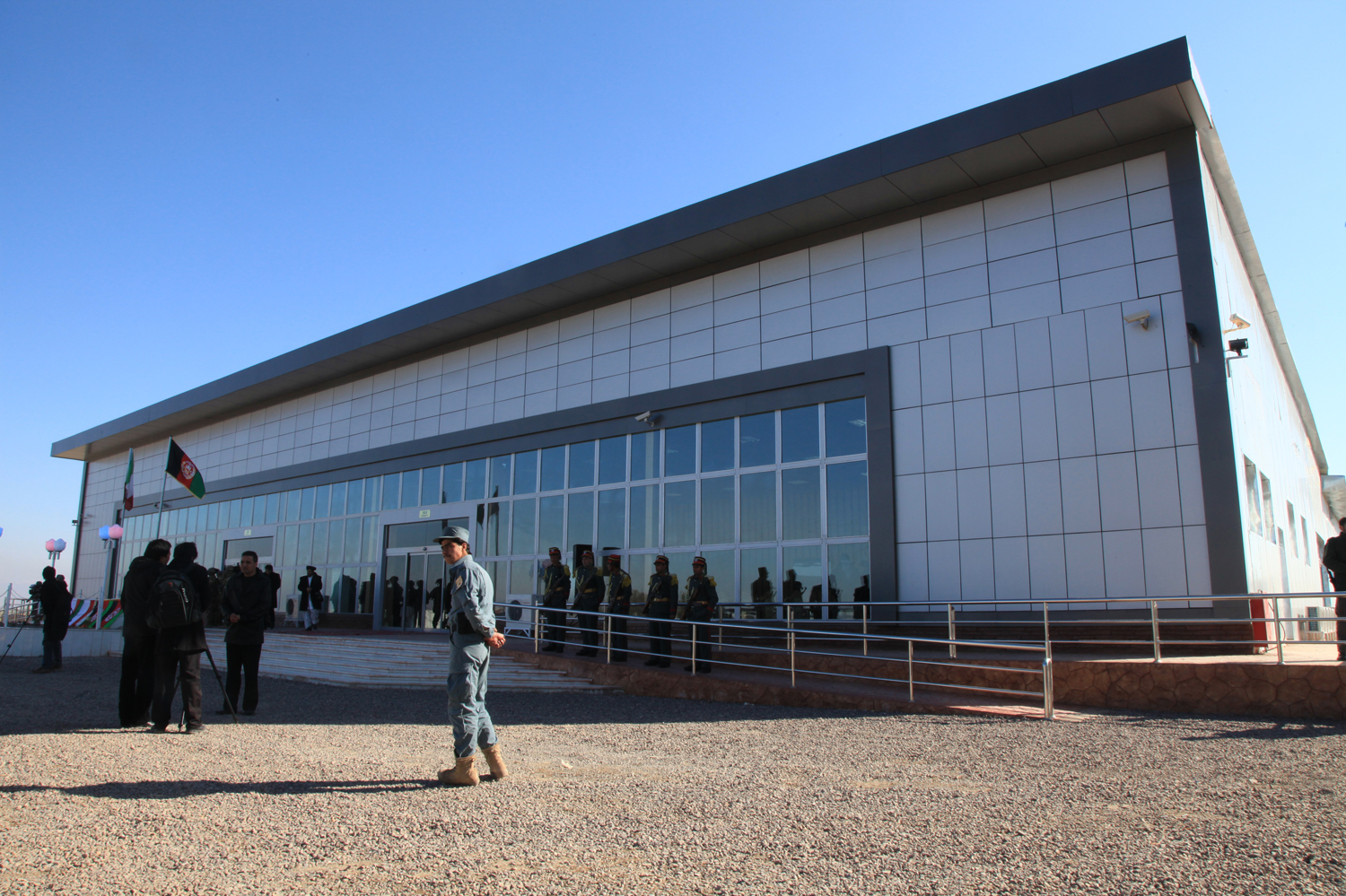
ترمینال جدید فرودگاه بین‌المللی هرات که در سال ۱۳۹۱ توسط ایتالیا تأسیس شد.

هرات دارای دو فرودگاه است که هر دوی آن‌ها در جنوب هرات، در ولسوالی‌های گذره و شیندند واقع شدند. فرودگاه خواجه عبدالله انصاری برای پروازهای غیرنظامی و فرودگاه شیندند برای پروازهای نظامی در نظر گرفته شده است.
فرودگاه (میدان هوایی) هرات در فاصله ۱۳ کیلومتری جنوب شهر هرات در ولسوالی گذره موقعیت دارد، این فرودگاه که یکی از بزرگ‌ترین و قدیمی‌ترین فرودگاه‌های افغانستان است که در سال‌های اخیر با ایجاد ترمینال جدید و مدرن و مجهز به سیستم‌های امنیتی تبدیل به شلوغترین فرودگاه غرب افغانستان شده است؛ طی سفر اشرف غنی به هرات، نام این فرودگاه به خواجه عبدالله انصاری تغییر یافت.
روزانه سه پرواز داخلی از هرات به کابل، قندهار، مزار و نیمروز و در هر پانزده روز یک پرواز خارجی از هرات به شهر مشهد ایران از همین فرودگاه صورت می‌گیرد. همچنین با ایجاد خط هوایی بین‌المللی جدید پروازهای هفته‌ای به صورت مستقیم از این فرودگاه به فرودگاه بین‌المللی ایندیرا گاندی دهلی نو صورت می‌گیرد. همچنین پروازهای متعلق به موسسات کمک رسانی و نظامیان خارجی مستقر در همین فرودگاه روزانه به بیش از سی پرواز می‌رسد.

#### فرودگاه شیندند

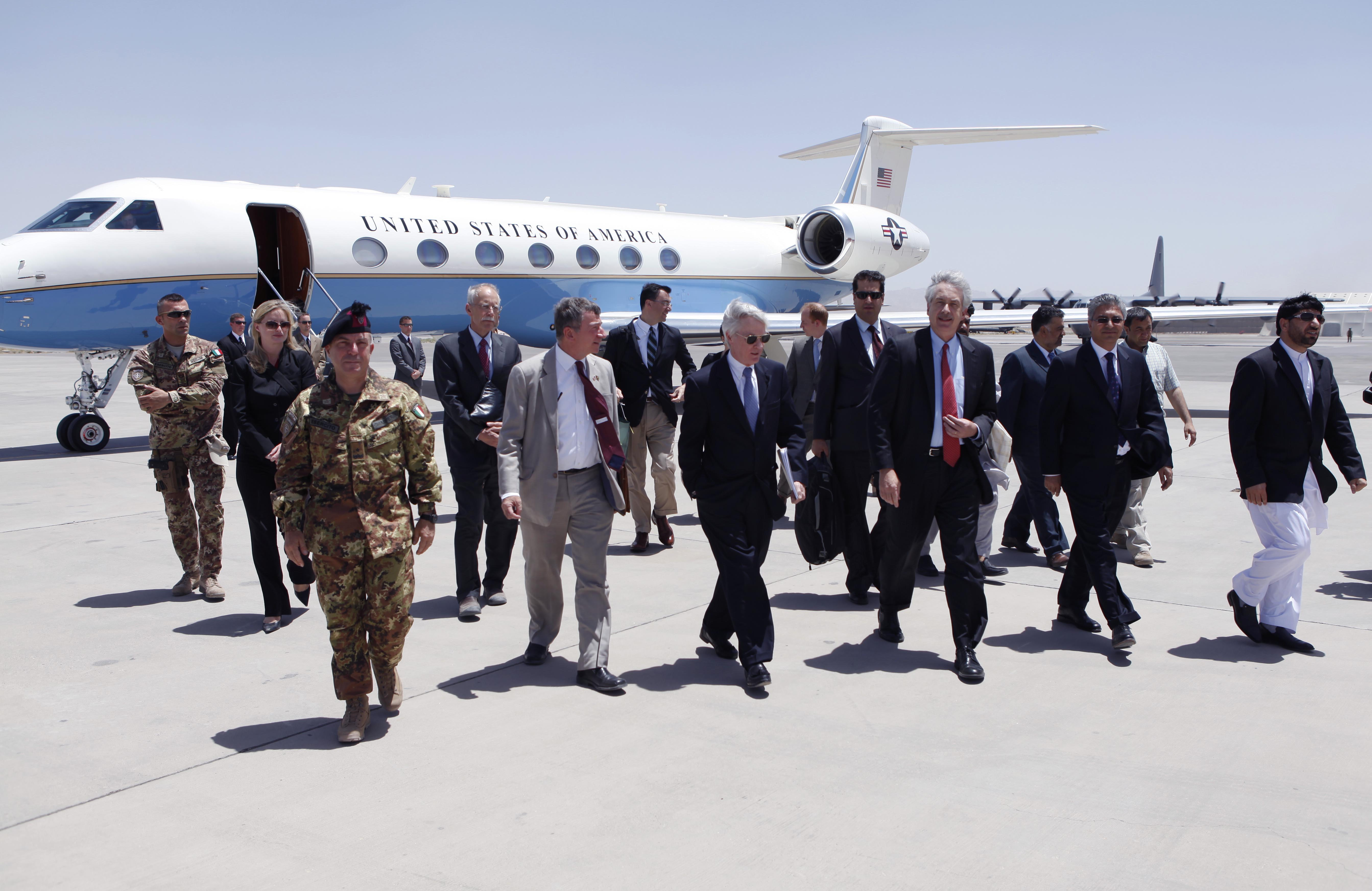
سربازان رسمی افغانستان، ایالات متحده و ناتو، در ۲۰۱۲

فرودگاه شیندند پس از فرودگاه بگرام دومین فرودگاه بزرگ نظامی افغانستان و دومین پایگاه بزرگ نظامیان خارجی در افغانستان است، هم‌اکنون هیچ پروازی متعلق به دولت افغانستان از این فرودگاه انجام نمی‌شود، این فرودگاه در پی حمله ایالات متحده آمریکا و متحدانش به افغانستان مورد بمباران شدیدی قرار گرفت و هواپیماهای بمب افگن روسی بجا مانده از حمله شوروی در افغانستان در این فرودگاه نابود شدند.

### ترابری ریلی
قرار است هرات برای اولین بار در افغانستان از طریق راه‌آهن به شهر خواف خراسان ایران و کشور ترکمنستان وصل شود.

## ورزش
در هرات نسبت به بسیاری از ولایت‌های افغانستان امکانات بیشتری برای ورزشکاران افغان در دسترس است، اما این امکانات به هیچ وجه کافی نبوده است.
ورزشکاران هرات زیر ادارهٔ آمریت ورزشی هرات اداره‌ای از ریاست المپیک افغانستان ورزش می‌کنند.
در هرات ورزش‌های با توپ به ویژه فوتبال، ورزش‌های رزمی و کشتی بیش از همه معمول است.
تیم‌های ورزشی معروف فوتبال هرات، استقلال هرات، اتفاق هرات، انصاری هرات، پامیر هرات هستند. تیم فوتبال استقلال هرات در سال ۱۳۸۵ قهرمان نخستین دورهٔ فوتبال در سطح افغانستان زیر نام جام وحدت ملی شد، تیم‌های فوتبال اتفاق با هفت و پامیر با چهار قهرمانی پرافتخارترین تیم‌های این ولایت محسوب می‌شوند.
هرات دارای یک ورزشگاه بیست هزار نفری فوتبال است که سالانه مسابقات لیگ برتر و دستهٔ اول هرات در آن برگزار می‌گردد که اخیراً این ورزشگاه صاحب یک چمن مصنوعی استاندارد در سطح منطقه شده است.
یک مجمتع بزرگ ورزشی که از سوی اسماعیل خان والی پیشین هرات تهداب‌گذاری شده بود در سال ۱۳۸۸ به بهره‌برداری رسید و اکنون ورزش‌های فوتسال، شطرنج و پینک‌پنک برای دختران و پسران ولایت هرات در دسترس است.
فوتبال محبوب‌ترین ورزش در میان جوانان و ورزشکاران هرات است.
در سال‌های اخیر فوتسال در هرات رشد چشم‌گیری داشته است که دلیل اصلی آن ورود اسپانسرهای قوی به این رشتهٔ ورزشی بوده است.
هرات در سطح افغانستان دارای بیشترین سالن‌های ورزشی می‌باشد که اخیراً برای نخستین بار در سطح افغانستان سالنی با چمن مصنوعی در هرات به بهره‌برداری رسید.

### ورزش بانوان
ورزش بانوان در هرات به‌ویژه پس از سقوط حاکمیت طالبان رشد داشت.
در شهر هرات بانوان در چند رشتهٔ ورزشی از جمله بسکتبال، والیبال شطرنج و ورزش‌های رزمی فعالیت می‌کنند. ورزش دختران چندین بار با مخالف تعدادی از تندروان موجه شد. با این حال مسابقاتی از جمله والیبال و شطرنج برای دختران معارف ولایت هرات برگزار کردید. احمد سمیع حسن‌زاده رئیس فدراسیون شطرنج ولایت هرات یکی از طرفداران ورزش بانوان در ولایت هرات مسابقات و سمینارهای متعدد در رشتهٔ شطرنج را دایر کرده است و اکنون دختران ورزشکار هرات از رشتهٔ شطرنج به مسابقات بین‌ولایتی هم اعزام می‌شوند.
ناهید پیروز استاد رشتهٔ شوتوکان کاراته در هرات و قهرمان کاراتهٔ زنان افغانستان چندی قبل به بی‌بی‌سی گفت:
ما برای کسانی که با ورزش زنان مخالفت می‌کردند کنفرانس‌های متعددی گذاشتیم و در مورد فوائد ورزش برای زنان صحبت کردیم.
مسوولان ورزش در هرات گفته‌اند که بیش از یک‌هزار زن در سیزده ورزشگاه زنانه موجود در هرات، ورزش می‌کنند. او هم چنان گفته است هم‌اکنون هزاران زن و دختر در این ورزشگاه‌ها ثبت‌نام نموده و به علت کمبود ظرفیت پذیرش، منتظر دوره‌های بعدی هستند. او ضمن خرسندی از این موضوع گفت: «مردم و جامعه پذیرفته‌اند که ورزش حق مسلم زن‌ها است. اکثر فامیل‌ها مشوق دخترانشان در پیشبرد ورزش هستند.»

## آموزش

### مکتب‌های هرات
- لیسه (دبیرستان) انقلاب اسلامی
- لیسه (دبیرستان) سلطان غیاث‌الدین غوری
- لیسه (دبیرستان) مهری هروی
- لیسه (دبیرستان) امیر علیشیر نوایی
- لیسه (دبیرستان) تجربوی

### دانشگاه هرات

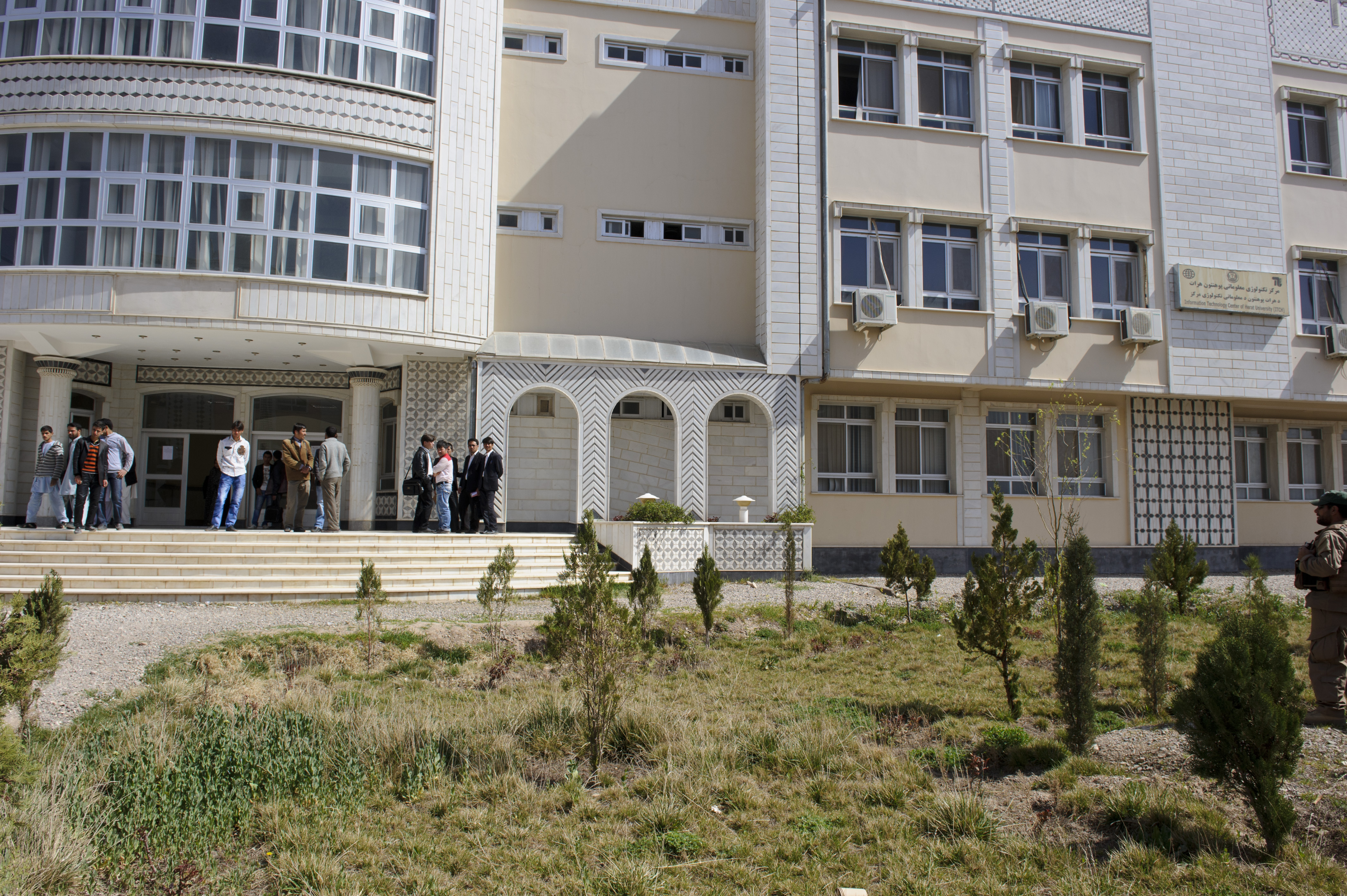
دانشکده انجنیری و معلومات تکنالوژی دانشگاه هرات.

دانشگاه هرات، در سال ۱۳۶۷ خورشیدی، در زمان حکومت دکتر نجیب‌الله، تأسیس شد. نخستین دانشکدهٔ دانشگاه هرات، دانشکدهٔ ادبیات بود.
دانشگاه هرات هم‌اکنون یازده دانشکده، به شرح زیر دارد:
- دانشکدهٔ اداره و پالیسی عامه
- دانشکدهٔ علوم پزشکی حیوانی
- دانشکدهٔ ادبیات
- دانشکدهٔ هنرها
- دانشکدهٔ دانش کامپیوتر
- دانشکدهٔ زراعت (کشاورزی)
- دانشکدهٔ اقتصاد
- دانشکدهٔ مهندسی
- دانشکدهٔ حقوق و علوم سیاسی
- دانشکدهٔ پزشکی
- دانشکدهٔ ساینس (علوم)
- دانشکدهٔ شرعیات (الهیات)
- دانشکدهٔ پیداگوژی (تعلیم و تربیت)

### دانشگاه‌ها و مؤسسات تحصیلات عالی خصوصی در هرات
- دانشگاه غالب
- دانشگاه جامی
- مؤسسه تحصیلات عالی خواجه عبدالله انصاری
- مؤسسهٔ تحصیلات عالی آسیا
- مؤسسهٔ تحصیلات عالی کهکشان شرق
- مؤسسهٔ تحصیلات عالی اشراق
- مؤسسهٔ تحصیلات عالی الغیاث
- مؤسسهٔ تحصیلات عالی عاطفی
- مؤسسهٔ تحصیلات عالی هریوا

### کتابخانهٔ عامهٔ هرات
این کتابخانه در سال ۱۳۱۰ خورشیدی توسط ادارهٔ مطبوعات شهر هرات با نام کتابخانهٔ هرات پایه‌گذاری شد. در سال ۱۳۴۵ خورشیدی سیستم مدیریتی آن تغییر یافت و از آن تاریخ به بعد با نام کتابخانهٔ عامهٔ هرات فعالیت دارد.

## گردشگری

### مکان‌های تاریخی
- مکان‌های تاریخی

پل مالان، اثری تاریخی و دیدنی در هرات

مصلای هرات، اثری دیدنی بجا مانده از دوران تیموریان در هرات

مسجد جامع خرقه مبارکه، مسجدی دیدنی در منطقهٔ پایحصار هرات

  - ارگ هرات (قلعه اختیارالدین یا اسکندریه هرات)
  - مصلای هرات
  - مناره‌های مصلای هرات
- موزیم‌ها
  - موزیم هرات، در داخل قلعه اختیارالدین
  - موزیم جهاد

- آرامگاه‌ها
  - آرامگاه گوهر شاد
  - آرامگاه خواجه عبدالله انصاری
  - آرامگاه جامی
  - آرامگاه خواجه قالتان
  - آرامگاه میرویس صدیق
  - گورستان یهودیان[۵۱]
- مسجدها
  - مسجد جامع هرات
  - گذرگاه شریف
  - خلق شریف
  - شاه زاهدی

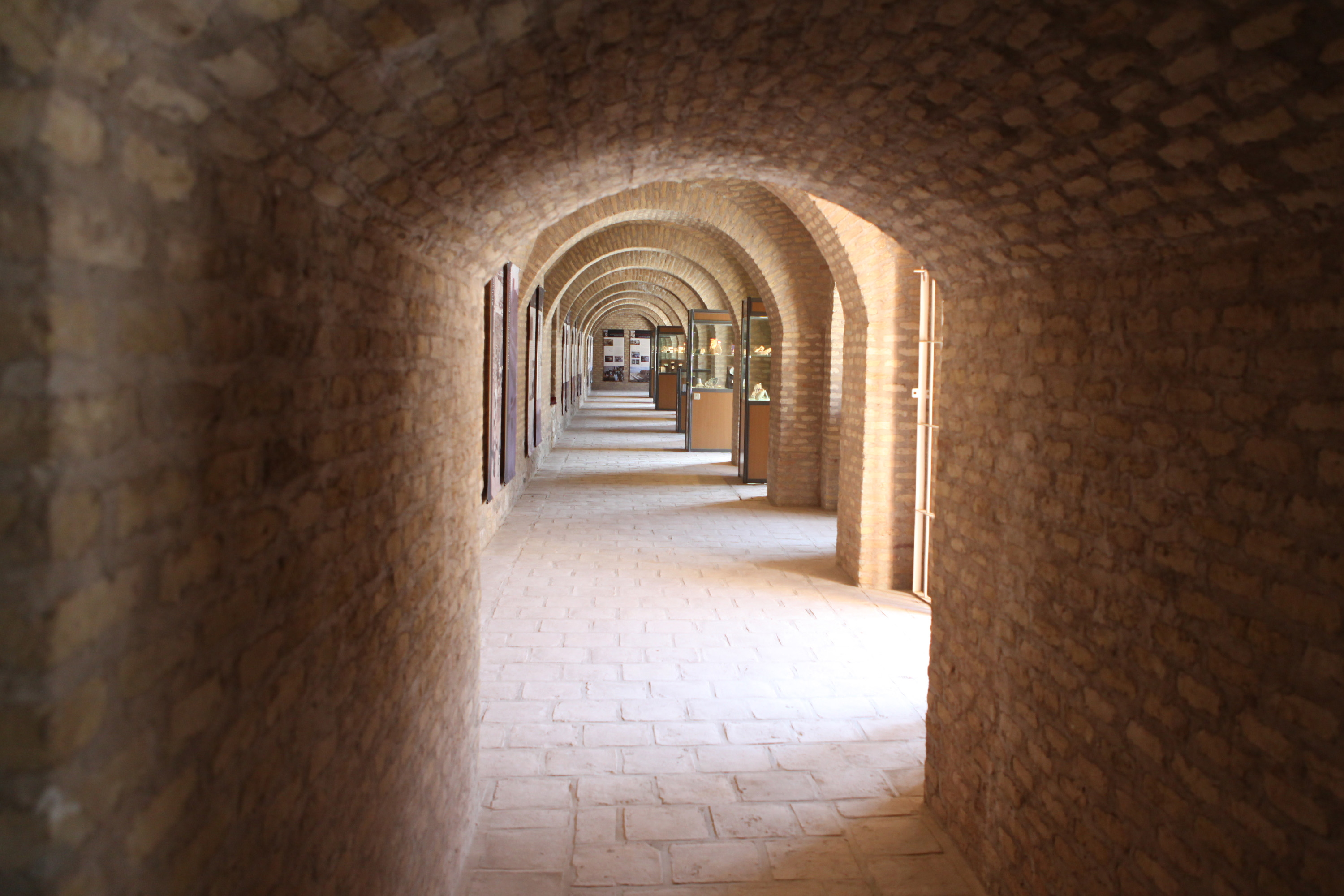
موزیم در داخل ارگ هرات.

هرات شهری باستانی است و بناهای تاریخی بسیاری دارد. اسکندر مقدونی، ارگ هرات را که به قلعهٔ اختیارالدین هرات مشهور است، ساخته است و بنای عظیم آن اکنون یکی از کهن‌ترین و زیباترین اماکن هرات است. ایرانیان، ترکان، مغولان و ازبک‌ها برای تسخیر این قلعه جنگیده‌اند. در اواخر دورهٔ محمد ظاهر شاه و دوران سردار داود خان، بودجه‌ای برای بازسازی آن اختصاص دادند که در پایان دورهٔ داودخان دوباره احیا و بازسازی شد. برج و باروهای بزرگ این قلعه از دوردست‌ها دیده می‌شود.
مسجد جامع بزرگ شهر هرات نیز که به پنجمین مسجد جامع بزرگ جهان شهرت دارد یکی از شگفتی‌های این مرز و بوم است. ساختمان این مسجد به این دلیل که پیش از اسلام نیز عبادتگاه آریایی‌های یکتاپرست بوده، بیش از ۱٬۴۰۰ سال قدمت دارد و مساحت آن به ۴۶٬۷۶۰ متر مربع می‌رسد. این بنای زیبا و شگفت‌انگیز که چند هزار سال قدمت دارد در سال ۲۹ هجری پس از گرایش مردم هرات به دین اسلام، از حالت ساختمان معبدی بزرگ به مسجد مسلمانان بدل شد.
گذشته از ارگ هرات و مسجد جامع، گازرگاه شریف (آرامگاه پیر هرات)، شاهرخ میرزا، مناره‌ها، مسجد گوهرشاد بیگم و چشت شریف از جمله بناهای تاریخی هرات است. افزون بر این مقبره‌ها و آرامگاه‌های مولانا، جامی، امام فخر رازی، شهزاده قاسم، شهزاده عبدالله، سلطان آغا، خواجه غلتان ولی، ملا واعظ کاشفی، ملا ناسفنج وسید عبدالله مختار، قدمت فرهنگی این شهر را به رخ هر بازدیدکننده‌ای می‌کشد.
حوض‌ها و آب انبارهای تاریخی شهر هرات نیز از مظاهر مهم معماری و تمدن این شهر به حساب می‌آمده‌اند. از نظر فن معماری و ارزشهای تاریخی، آب انبارهای هرات، به مهم‌ترین بناهای تاریخی این شهر، همچون مساجد و مزارهای آن پهلو می‌زند.
از دیگر آثار تاریخی هرات پل مالان است که یکی از بناهای تاریخی هرات و از پل‌های زیبا و تاریخی افغانستان می‌باشد که بر روی رودخانه هریرود در منطقه مالان ساخته شده است. این پل در سال ۵۰۵ هجری قمری (برابر با ۱۱۱۰ میلادی) و در زمان سلطان سنجر سلجوقی به همین شکلی که اکنون هست، با اندک تفاوت، ساخته شد.
در سال ۱۹۷۸ میلادی به دنبال حفاری‌های باستان‌شناسی که در هرات جریان داشت، چهار کنیسه بنام ملا آشور، غول، یوآو و چهارمی بدون نام، کشف شد که همه آن‌ها در قسمت‌های قدیمی شهر باردورانی و مُهمندها قرار داشتند. بعدها کنیسهٔ ملا آشور تبدیل به مکتب و کنیسهٔ غول به عنوان مسجد حضرت بلال نام گرفت، ولی کنیسهٔ یوآو هنوز با مشخصات اصلی‌اش باقی‌مانده. هرات بزرگ‌ترین جامعهٔ یهودی افغانستان را دارا بوده است و یهودیان محلی به شکل فرهنگی با یهودیان ایران در ارتباط بودند. یهودیان افغانستان که بیشتر در هرات، کابل، بلخ و بعضاً در غزنی می‌زیسته‌اند، پیشینهٔ طولانی در این کشور دارند. بودوباش یهودیان در هرات بیشتر در شهر قدیم هرات و در محدودهٔ بازار عراق و محلهٔ مُهمندها بوده و اکثریت آنان به فعالیت‌های تجارتی اشتغال داشتند. مهاجرت یهودیان هرات به دیگر کشورها، با تشکیل دولت اسرائیل در سال ۱۹۴۸ میلادی و هم‌زمان با آغاز جنگ اعراب و اسرائیل و تشدید مخالفت‌ها با یهودیان شروع شد که با کودتای ثور سال ۱۳۵۷ و جنگ‌های داخلی، آخرین بازماندگان یهودی از هرات خارج گردیدند.
برخی از آثار تاریخی این شهر به دستور مقامات طالبان ویران شد. برخی دیگر در اثر جنگ‌های بیست سال اخیر و بی‌توجهی لطمه دیده است.
در سال ۲۰۰۸ شهر قدیم هرات برندهٔ جایزهٔ میراث فرهنگی آسیا-اقیانوسیه در سازمان علمی فرهنگی آموزشی (یونسکو) سازمان ملل شد.
- کنسولگری‌های خارجی

هند، ایران و پاکستان کنسولگری‌های خود را در این شهر برای تجارت، روابط سیاسی و نظامی در این شهر دایر کرده‌اند.

### پارک‌های شهر
شهر هرات دارای چند پارک است که بزرگ‌ترین و معروف‌ترین آن پارک تخت صفر است. تخت صفر در دامنه‌های نسبتاً هموار شمال‌شرق شهر هرات واقع شده و از فراز تپه‌های آن منظرهٔ شهر را به خوبی می‌توان تماشا کرد، نخستین تهداب و نامگذاری آن به زمان تیموریان هرات. روایت برفراز تپه‌ای که اکنون بلندترین نقطه و شامل باغ تخت صفر است، گوهرشاد بیگم ملکهٔ مشهور، به‌خواهش پدرش ملا صفر گاوچران تختی ساخته بوده تا ملا صفر بر آن بنشیند و چریدن گله گاو را مراقبت نماید و چون منطقه‌ای مرتفع و دارای چشم‌انداز وسیع می‌باشد.
پارک‌های ملت، شیدایی، فرهنگ، میر داوود و مجتمع تفریحی استقلال از جمله پارک‌های دیگر معروف هرات هستند. پارک اکو که به تازگی توسط اعضای اکو تهداب گذاری شده است مورد استقبال زیاد مردم قرار گرفت.
هتل ۵ ستاره که میان تخت صفر و باغ ملت است منظرهٔ زیبایی را در بالای شهر هرات به وجود آورده است. روزهای تعطیل عمومی، و همچنین جمعه‌ها و چهارشنبه‌ها تعدادی از مردم بیرون از خانه غذا می‌خورند. مردم هرات نسبت به مردم سایر ولایت‌های افغانستان به تفریح و گردشگری علاقهٔ بیشتری دارند.
- پارک‌ها

1. پارک تره کی
2. پارک ملت
3. پارک خانه جهاد

### هتل‌ها
شهر هرات دارای چندین هتل معروف است. زیباترین و مجلل‌ترین هتل هرات هتل پنج ستاره است، پنج ستاره میزبان وزیران خارجهٔ کشورهای عضو اکو بود، هتل پنج ستاره با نمای دلچسب توسط مهندسان خارجی و تمویل از بودجهٔ گمرک هرات توسط محمد اسماعیل‌خان استاندار پیشین هرات در سال ۱۳۸۵ ساخته شده است.
هتل پنج ستارهٔ مجلل ارگ که آن هم در نزدیکی هتل پنج ستاره می‌باشد قرار دارد و در سال ۱۳۹۵ افتتاح شد و یکی از بهترین هتل‌های افغانستان می‌باشد که داری رستورانت فضای بزرگ می‌باشد.
هتل تجارت یکی از امن‌ترین هتل‌های افغانستان می‌باشد و یکی از مجلل‌ترین هتل‌های افغانستان است و در سال ۱۳۸۵ توسط ریاست تجارت اعمار شد.
هتل نظری هتل چهار ستاره در مرکز شهر هرات قرار دارد و در سال ۱۳۸۹ اعمار گردید.
هتل موفق که دارای چهار منزل است بیش از پنج دهه است که در زمان ظاهر شاه اعمار گردید و با تخریبی‌های جنگ‌های داخلی و شوروی دوباره اعمار گردید.
هتل دریا که دارای پنج منزل است در منطقهٔ مرکزی ولایت هرات موقعیت دارد و در سال ۱۳۹۴ اعمار گردید.
هتل صدف که در اواخر ۱۳۹۵ اعمار گردید و در یکی از بلندمنزل‌های شهر با یازده منزل در جنوب شهر هرات موقعیت دارد ….
ساخت هتل پنج ستاره با هزینهٔ زیاد پس از برکناری اسماعیل‌خان، برای شهردار هرات مشکل آفرین شد. عبدالجبار ثابت دادستان کل افغانستان شهردار هرات را به اتهام ساختن این هتل به دادگاه کشاند، اما پس از مدتی جنجال آن پایان گرفت. پس از آن هتل موفق در قلب شهر هرات میزبان میهمانان خارجی و داخلی هرات است.
- هوتل‌ها
  - هوتل هرات سرینا (بزودی)
  - هوتل الماس
  - هوتل مارکوپولو

## نگارخانه
نگاره‌هایی از هرات در ۱۹۳۹ میلادی

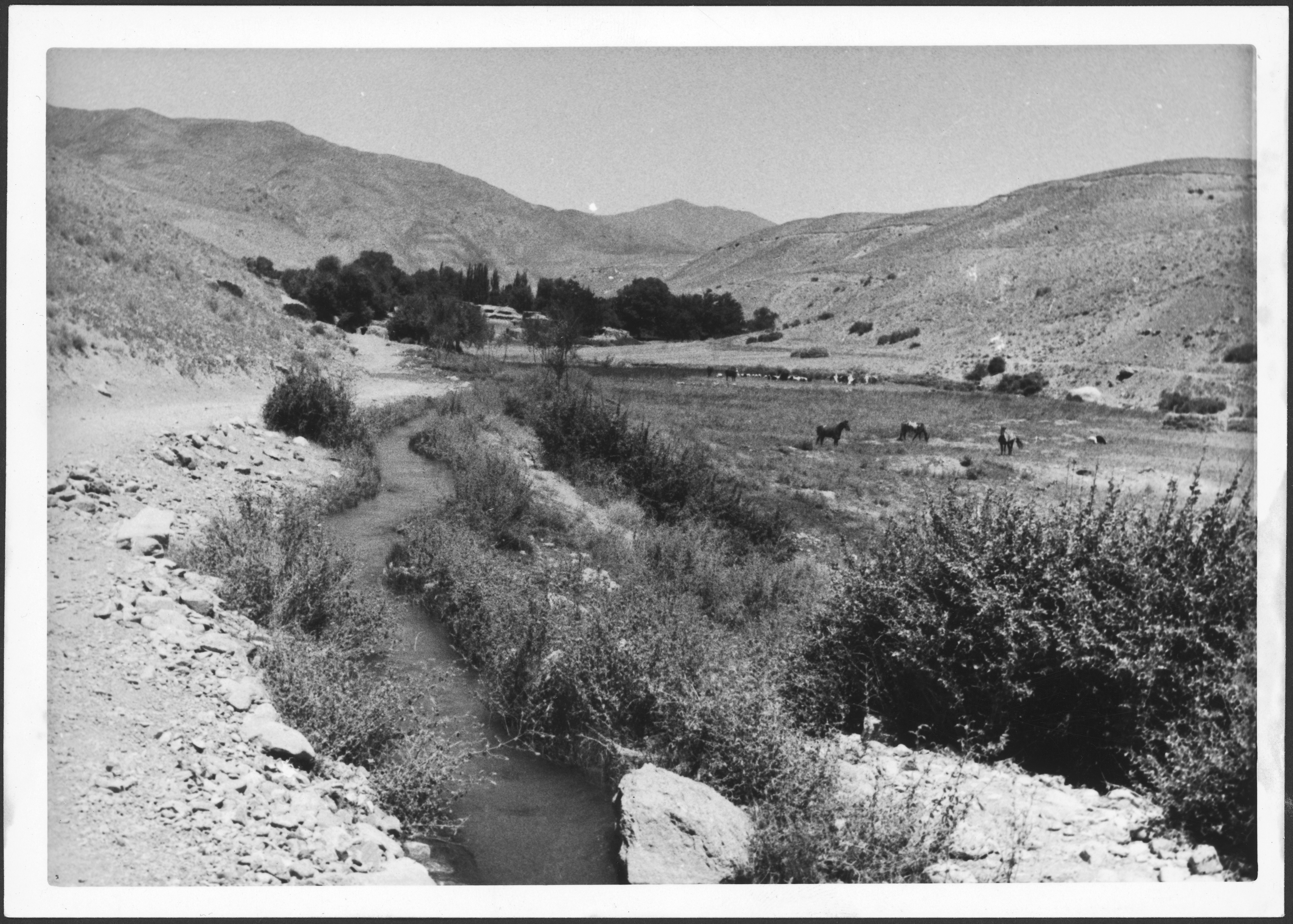
روستای خواجه چهارشنبه در نزدیکی هرات (۱۹۳۹ میلادی)
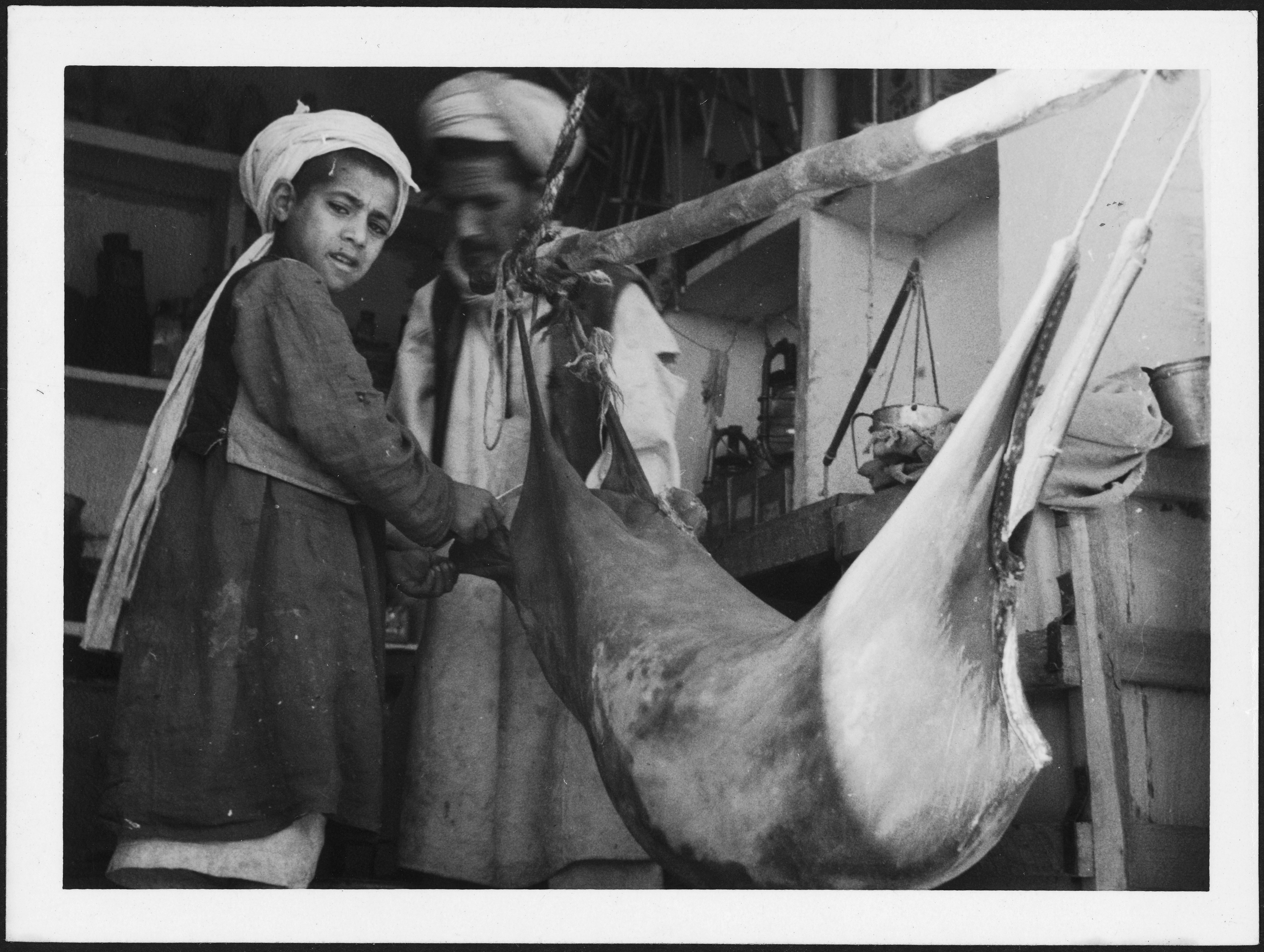
فرآوری ماست
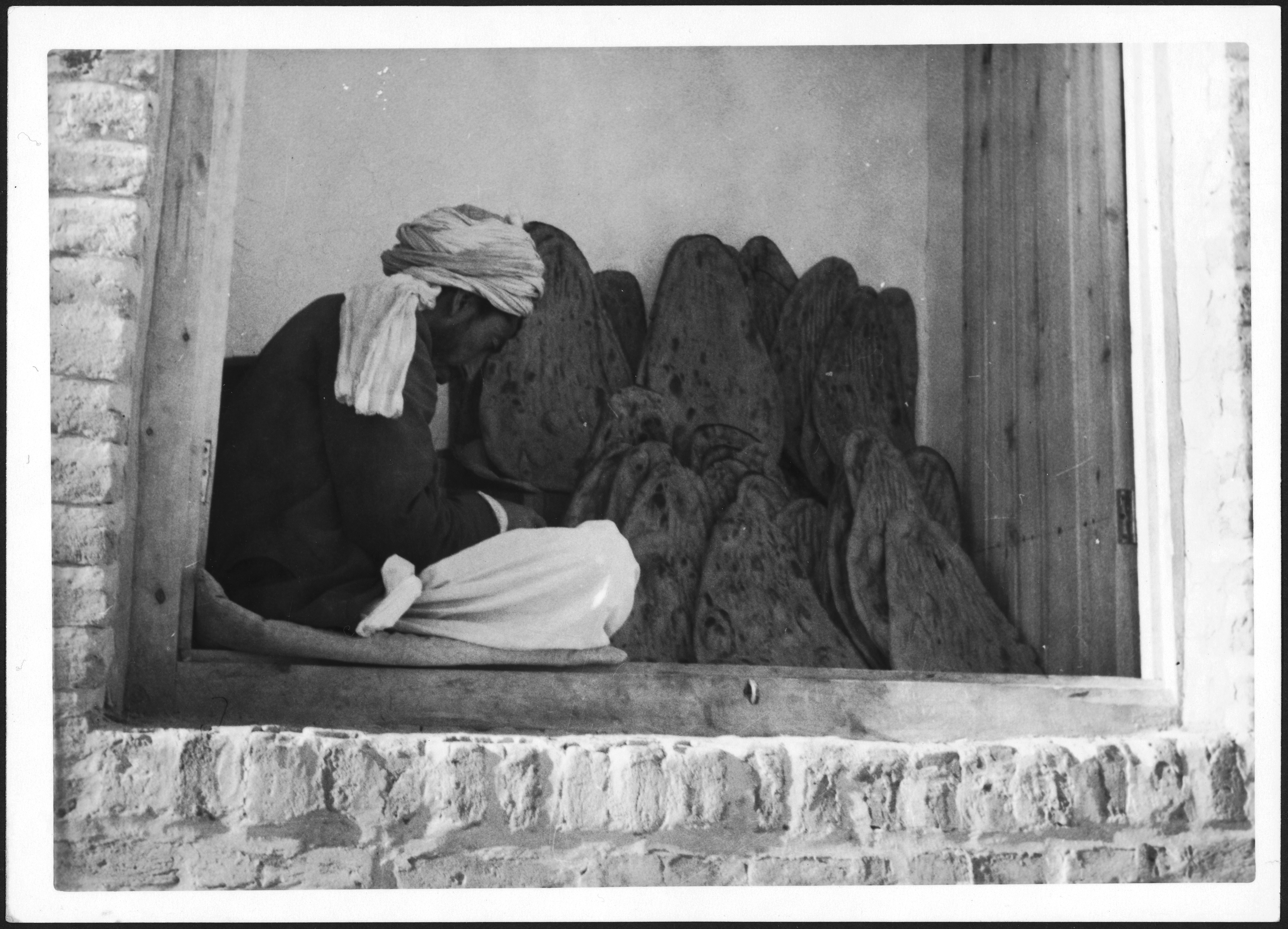
نانوایی
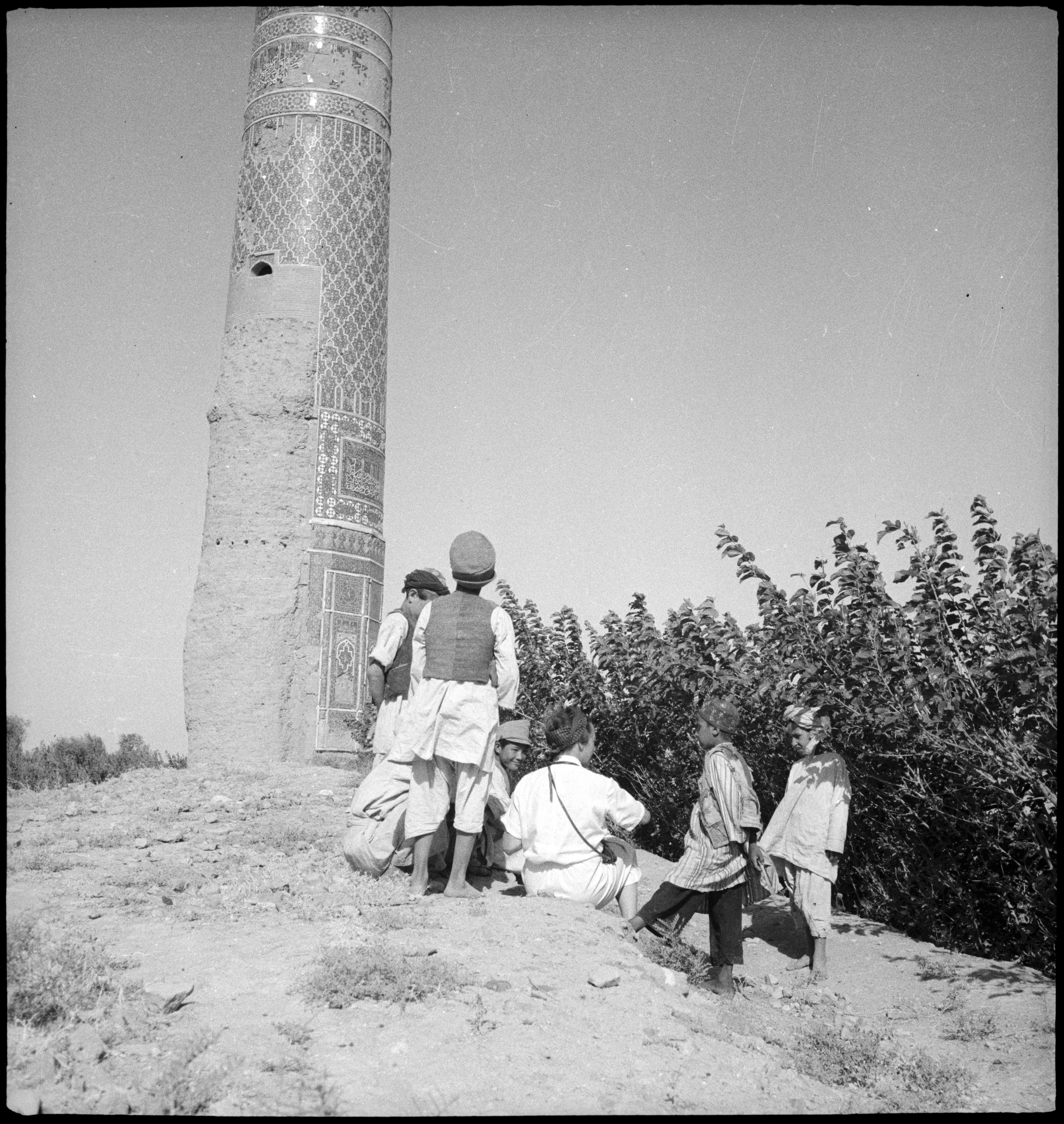
مناره مصلی
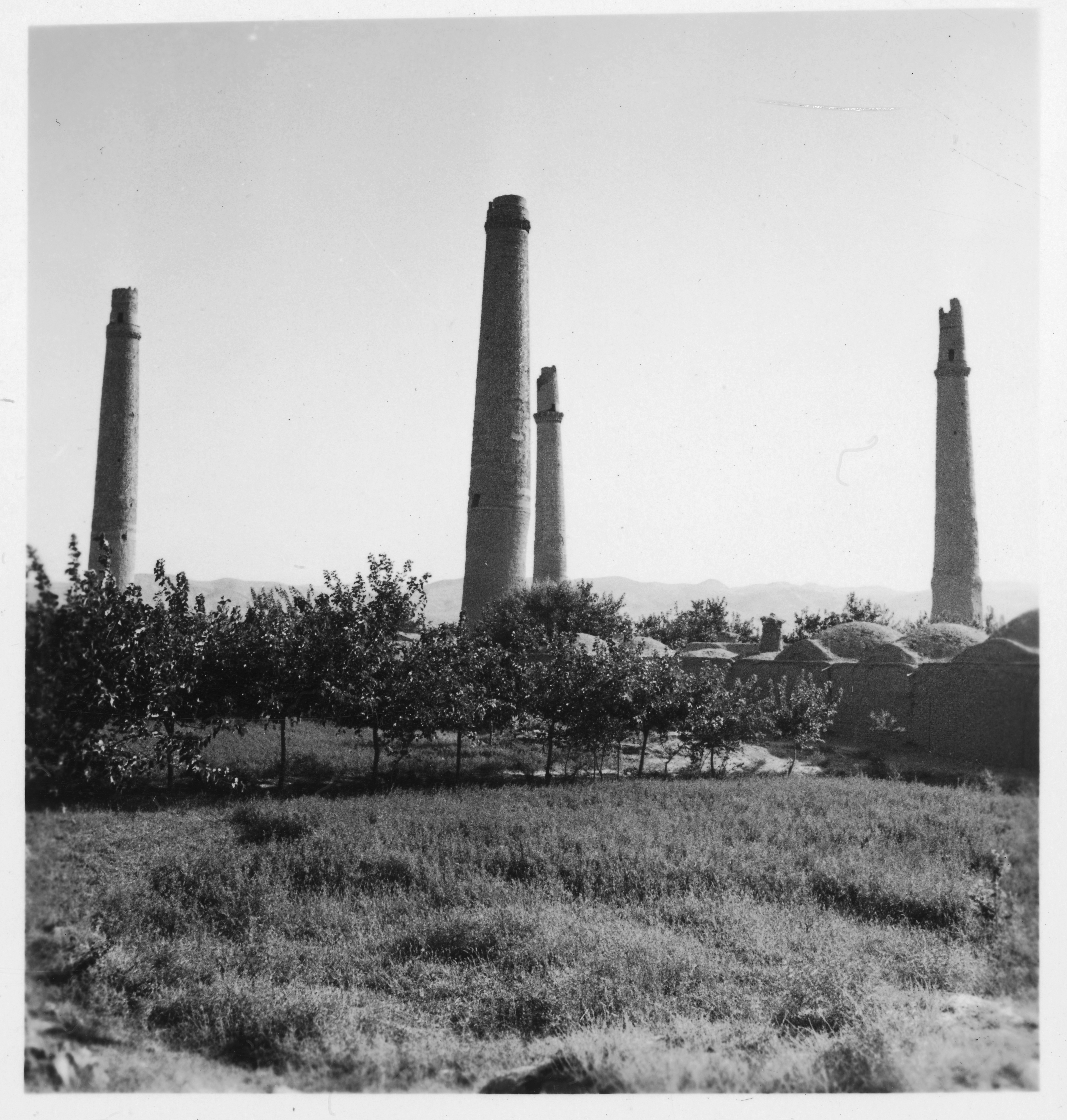
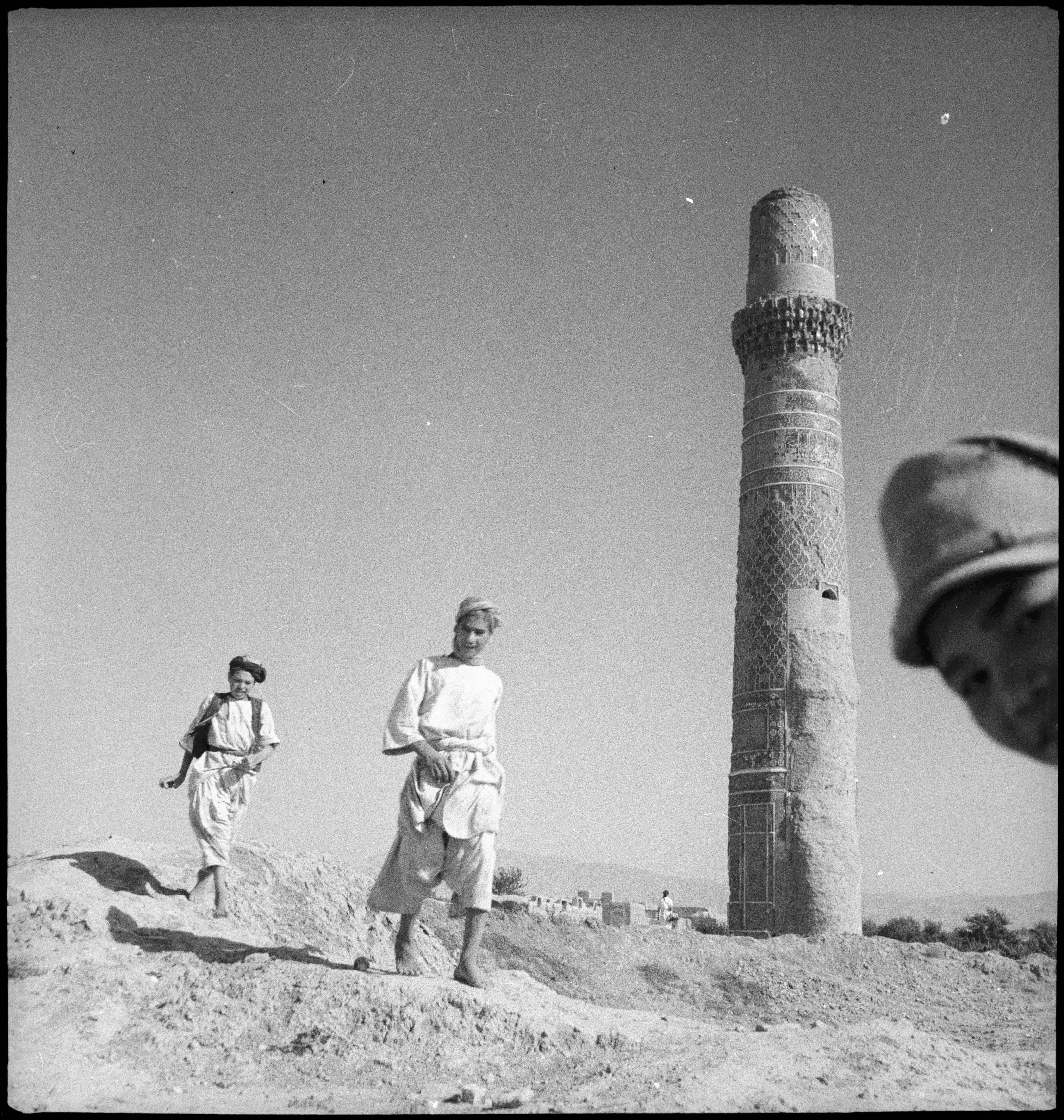
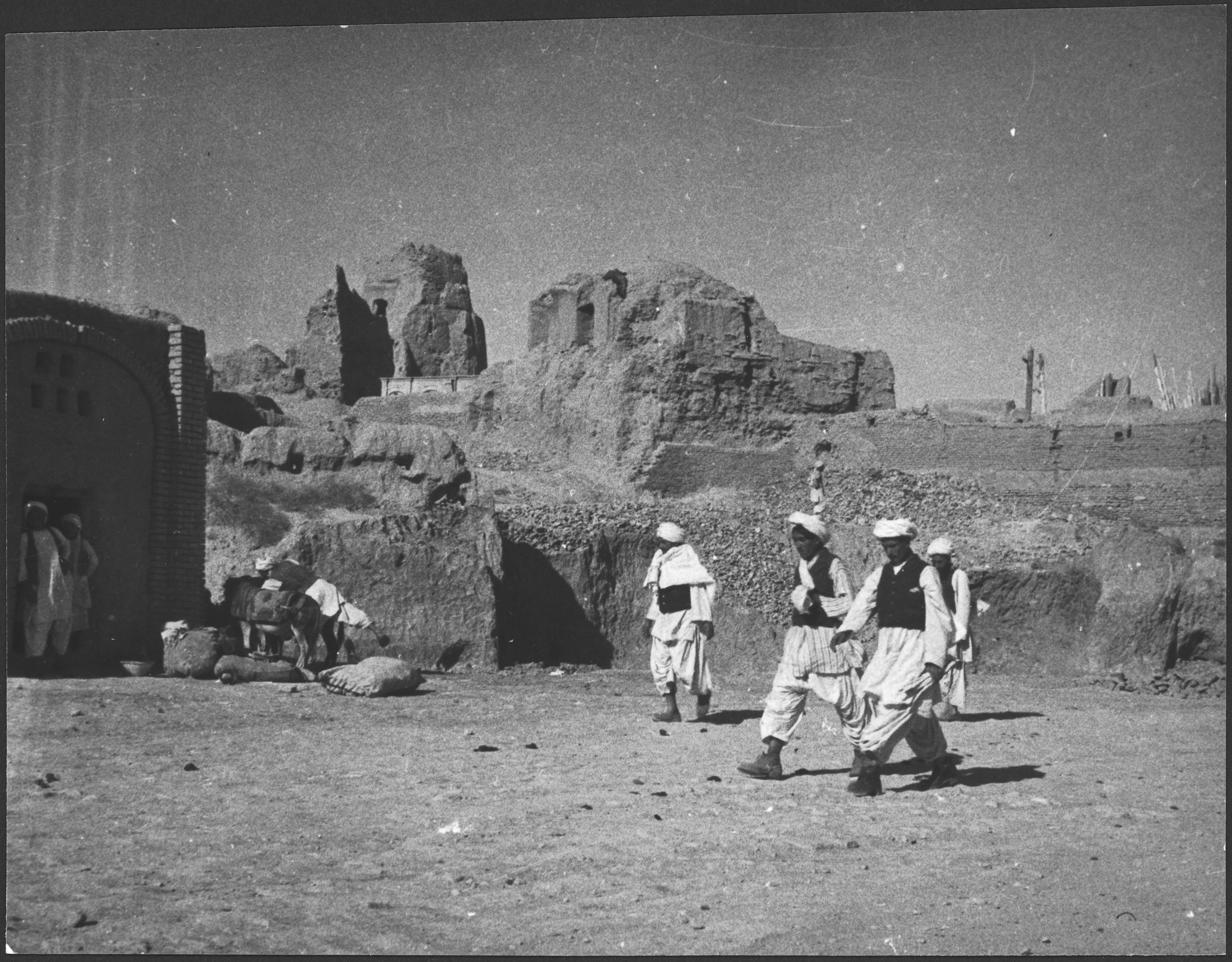
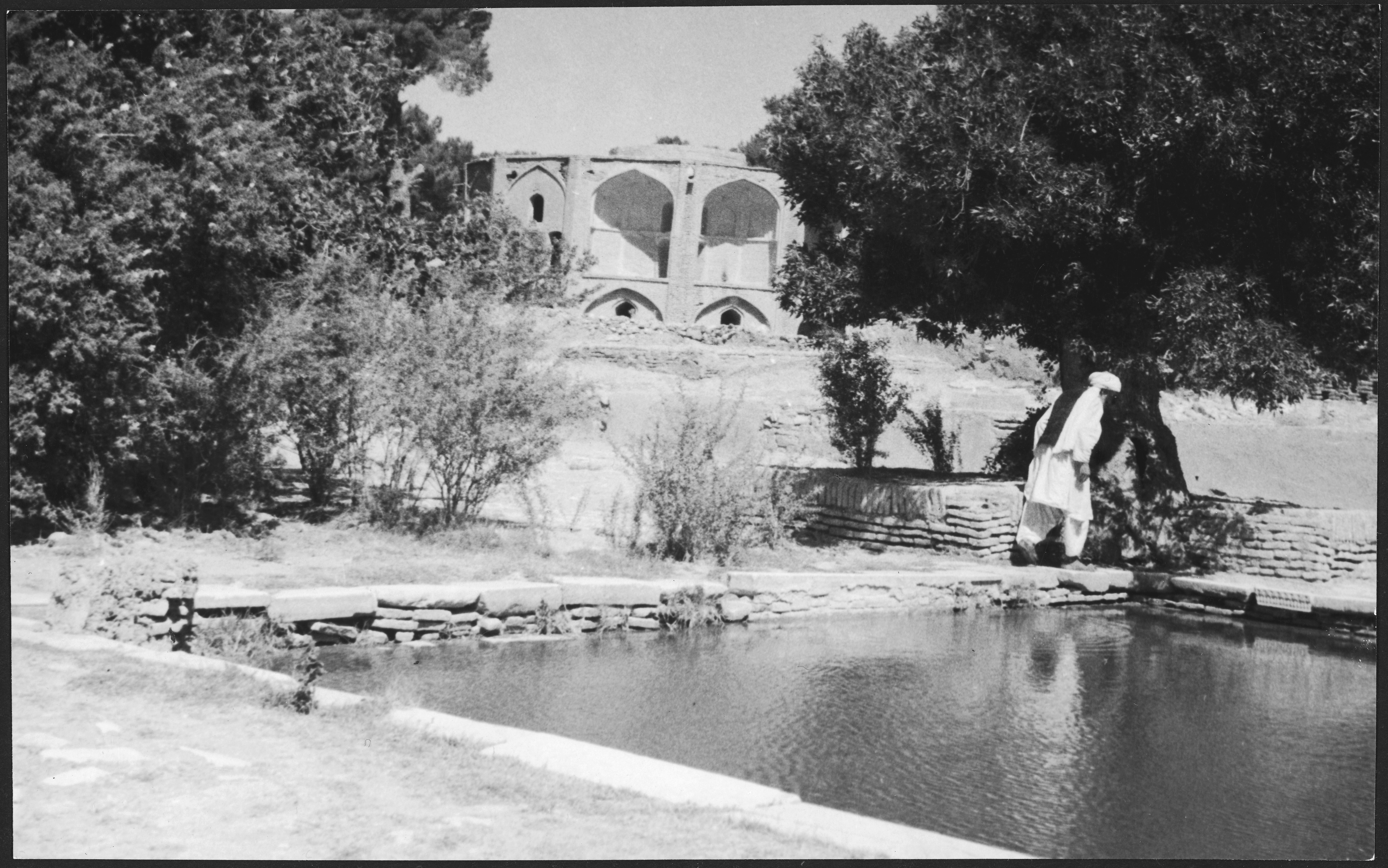
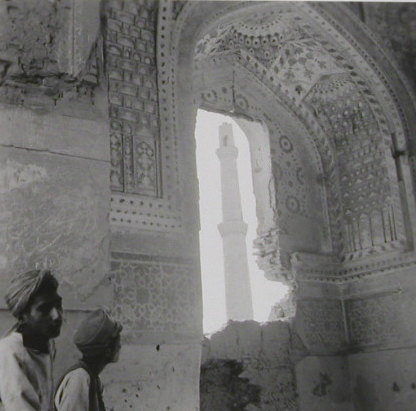
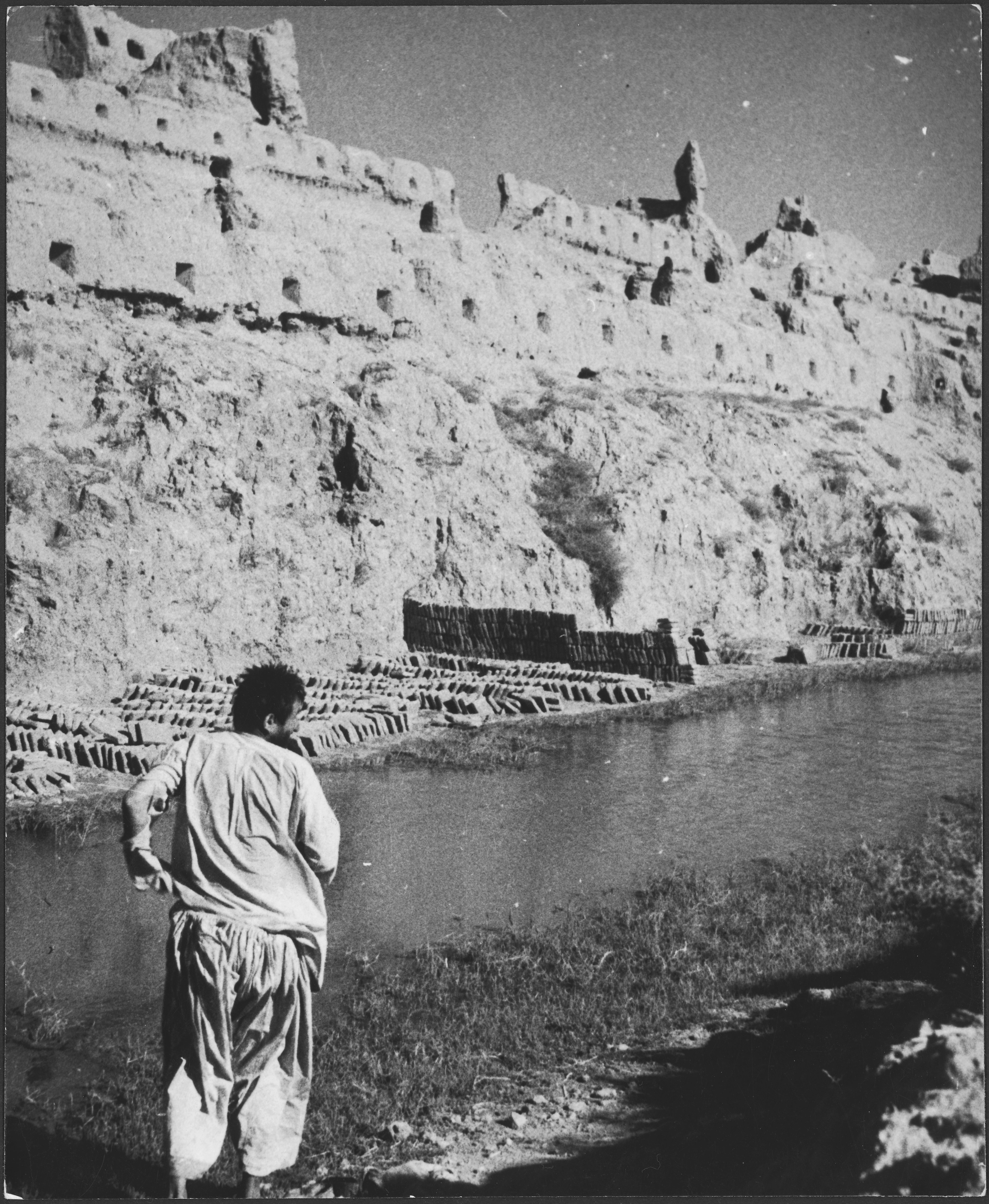

نگاره‌های تازه‌تر

برج‌های دوقلوی هرات (در حال ساخت)
میدان استقلال در مرکز شهر هرات
میدان مولوی عبدالرحمن جامی در هرات
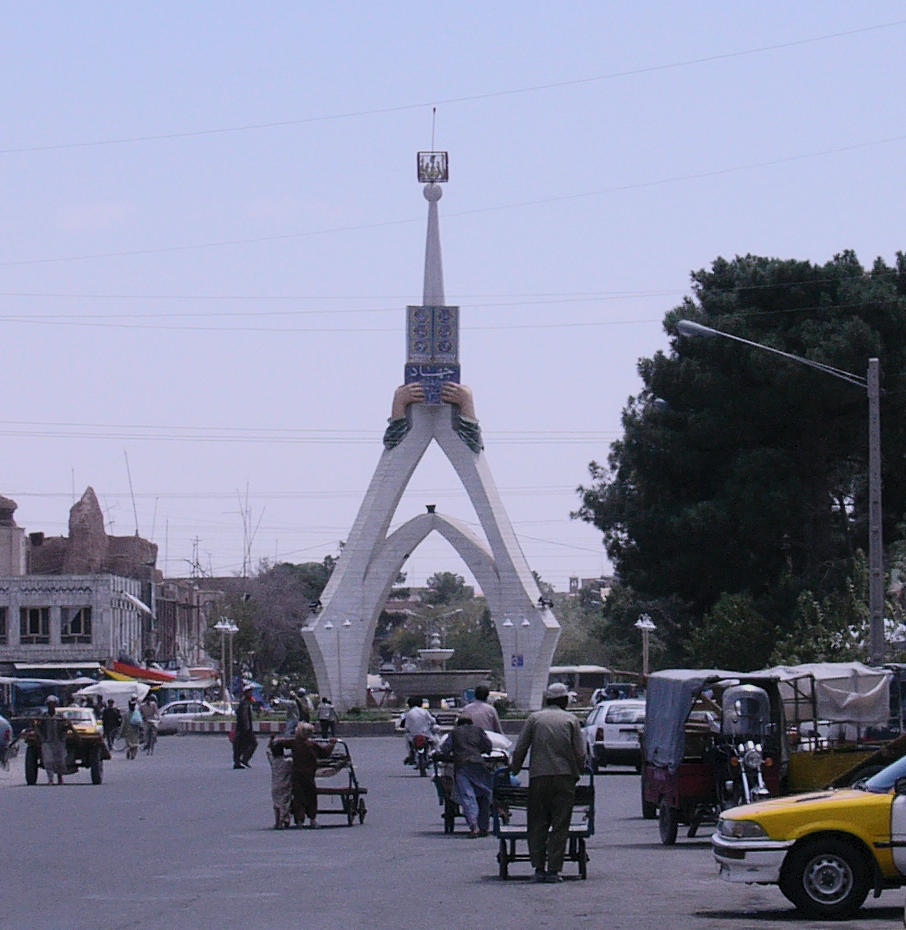
«جهاد»
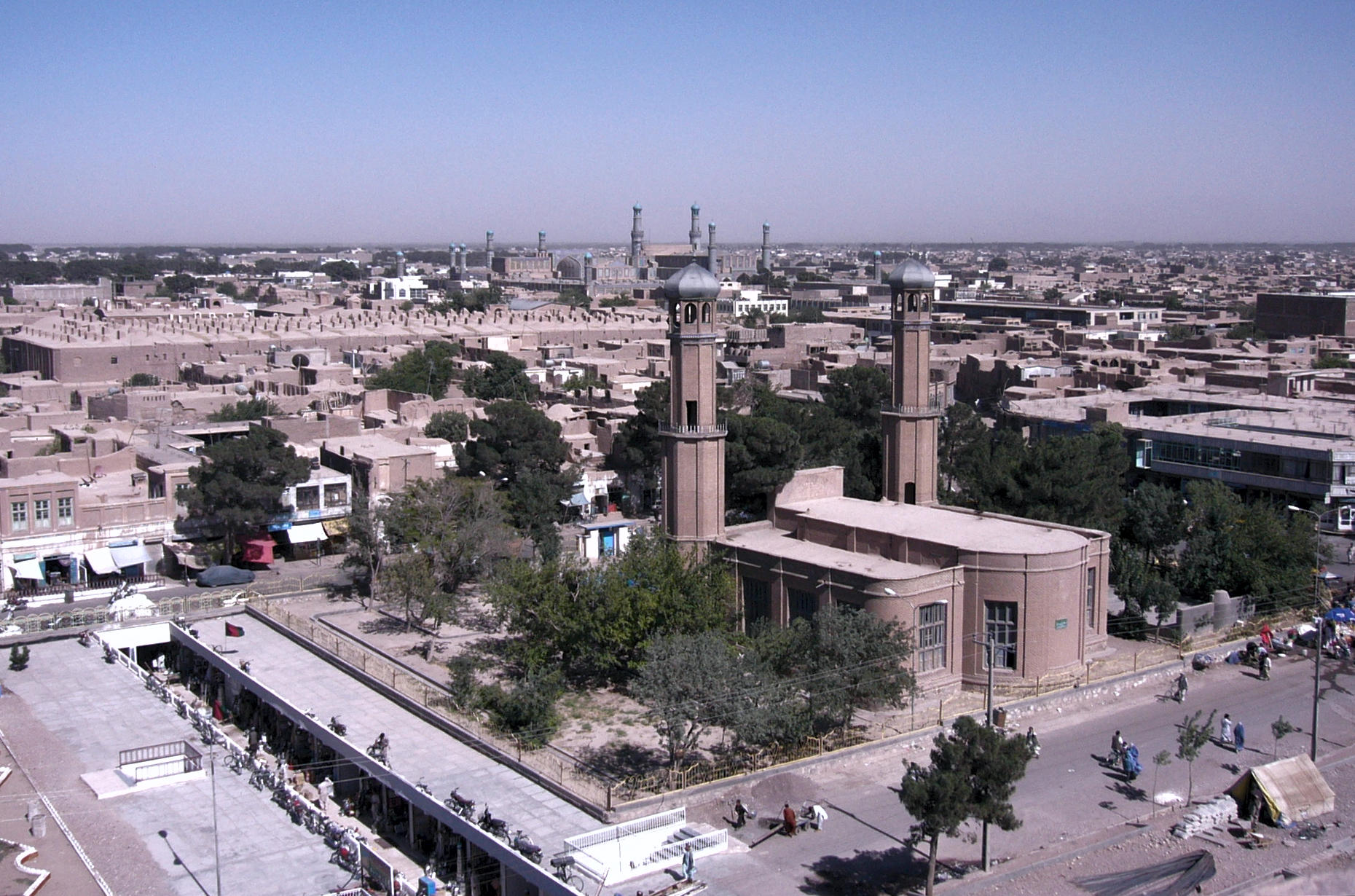
هرات
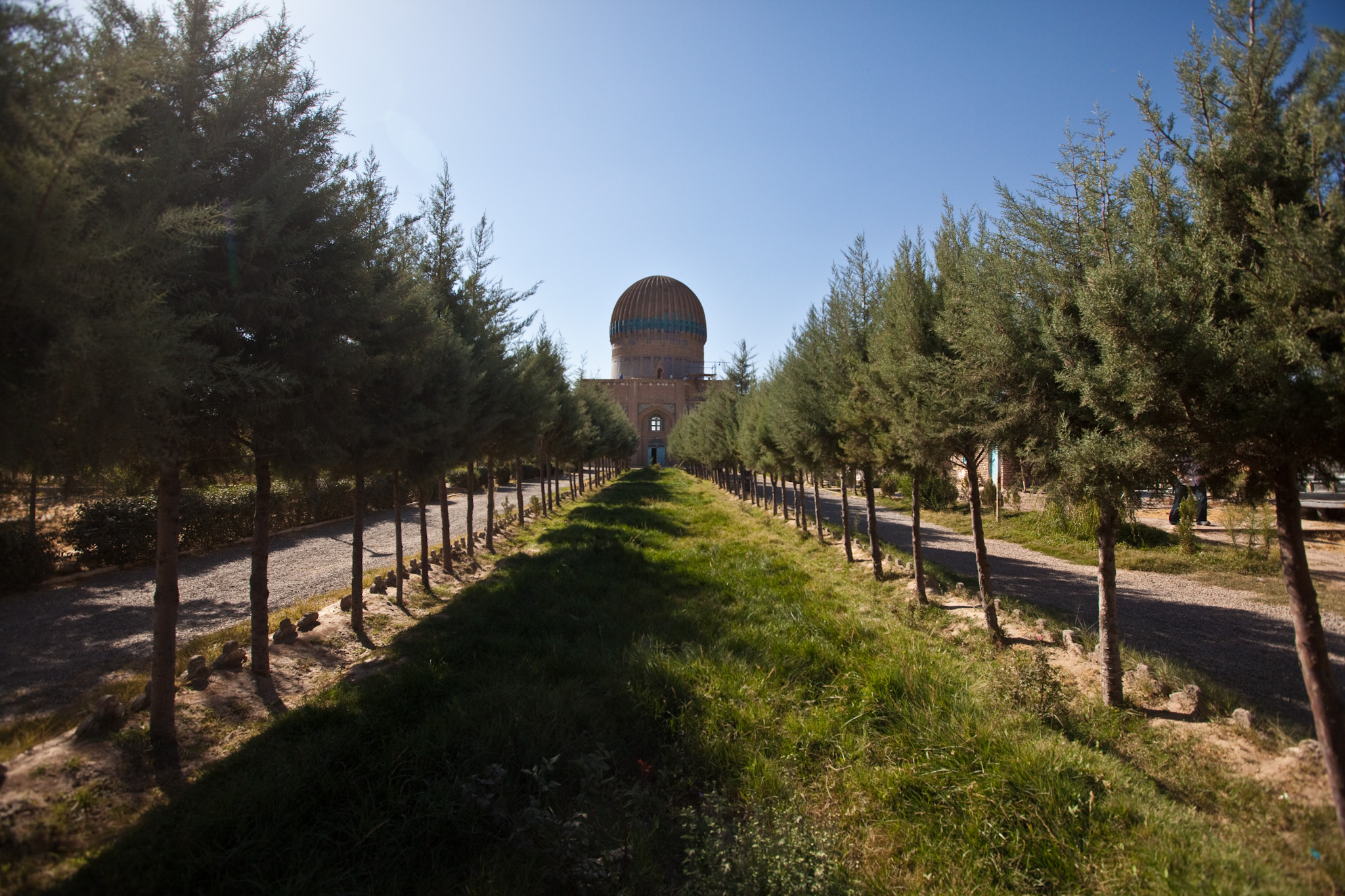
مصلای هرات

## شهرهای خواهرخوانده
هرات با شهرهای زیر خواهرخوانده است:
- کونسیل بلوفس، آیووا، ایالات متحده آمریکا[۵۴]